# Spanyolország az 1992. évi nyári olimpiai játékokon
Spanyolország a Barcelonában megrendezett 1992. évi nyári olimpiai játékok házigazda nemzeteként vett részt a versenyeken. Az országot az olimpián 29 sportágban 422 sportoló képviselte, akik összesen 22 érmet szereztek.

## Érmesek
| Érem  | Versenyző | Sportág      | Versenyszám                  |
| ----- | --- | ------------ | ---------------------------- |
| Arany | Fermín Cacho | Atlétika     | Férfi 1500 m                 |
| Arany | Daniel Plaza | Atlétika     | Férfi 20 km gyaloglás        |
| Arany | Almudena Muñoz | Cselgáncs    | Női harmatsúly               |
| Arany | Miriam Blasco | Cselgáncs    | Női könnyűsúly               |
| Arany | Nemzeti válogatott Mercedes Coghen Alberdingk Maria Barea Cobos Ana Maiques Dern María Isabel Embara Natalia Dorado Gomez Maider Tellería Goni Sonia Barrio Gutierrez Teresa Motos Iceta Maria Gonzales Laguillo Nagore Cabellanes Marieta Virginia Ramírez Merino Silvia Manrique Perez Maria Rodríguez Suarez Núria Olivé Vancells Elisabeth Maragall Verge | Gyeplabda    | Női                          |
| Arany | Juan Holgado Alfonso Menéndez Antonio Vázquez | Íjászat      | Férfi csapat                 |
| Arany | José Moreno | Kerékpározás | Férfi egyéni időfutam        |
| Arany | Nemzeti válogatott José Amavisca Rafa Berges Abelardo Fernández Albert Ferrer Josep Guardiola Miguel Hernández Antonio Jiménez Kiko Mikel Lasa Juan López Luis Enrique Alfonso Pérez Muñoz Antonio Pinilla Francisco Soler Roberto Solozábal Gaby Vidal David Villabona                                                                                       | Labdarúgás   | Férfi                        |
| Arany | Martin López-Zubero | Úszás        | Férfi 200 m hát              |
| Arany | José van der Ploeg | Vitorlázás   | Férfi finn dingi             |
| Arany | Jordi Calafat Francisco Sánchez | Vitorlázás   | Férfi 470-es osztály         |
| Arany | Patricia Guerra Theresa Zabell | Vitorlázás   | Női 470-es osztály           |
| Arany | Luis Doreste Domingo Manrique | Vitorlázás   | Repülő hollandi              |
| Ezüst | Antonio Peñalver | Atlétika     | Férfi tízpróba               |
| Ezüst | Faustino Reyes | Ökölvívás    | Pehelysúly                   |
| Ezüst | Jordi Arrese | Tenisz       | Férfi egyes                  |
| Ezüst | Conchita Martínez Arantxa Sánchez Vicario | Tenisz       | Női páros                    |
| Ezüst | Carolina Pascual | Torna        | Ritmikus gimnasztika, egyéni |
| Ezüst | Natalia Vía Dufresne | Vitorlázás   | Női europe                   |
| Ezüst | Nemzeti válogatott Daniel Ballart Manuel Estiarte Pedro García Aguado Salvador Gómez Marco Antonio González Rubén Michavila Miguel Ángel Oca Sergio Pedrerol Josep Picó Jesús Miguel Rollán Jordi Sans Ricardo Sánchez Manuel Silvestre | Vízilabda    | Férfi                        |
| Bronz | Javier García Chico | Atlétika     | Férfi rúdugrás               |
| Bronz | Arantxa Sánchez Vicario | Tenisz       | Női egyes                    |

| Sport         |    |   |   | Összesen |
| Asztalitenisz | 0  | 0 | 0 | 0        |
| Atlétika      | 2  | 1 | 1 | 4        |
| Baseball      | 0  | 0 | 0 | 0        |
| Birkózás      | 0  | 0 | 0 | 0        |
| Cselgáncs     | 2  | 0 | 0 | 2        |
| Evezés        | 0  | 0 | 0 | 0        |
| Gyeplabda     | 1  | 0 | 0 | 1        |
| Íjászat       | 1  | 0 | 0 | 1        |
| Kajak-kenu    | 0  | 0 | 0 | 0        |
| Kerékpározás  | 1  | 0 | 0 | 1        |
| Kézilabda     | 0  | 0 | 0 | 0        |
| Kosárlabda    | 0  | 0 | 0 | 0        |
| Labdarúgás    | 1  | 0 | 0 | 1        |
| Lovaglás      | 0  | 0 | 0 | 0        |
| Műugrás       | 0  | 0 | 0 | 0        |
| Ökölvívás     | 0  | 1 | 0 | 1        |
| Öttusa        | 0  | 0 | 0 | 0        |
| Röplabda      | 0  | 0 | 0 | 0        |
| Sportlövészet | 0  | 0 | 0 | 0        |
| Súlyemelés    | 0  | 0 | 0 | 0        |
| Szinkronúszás | 0  | 0 | 0 | 0        |
| Tenisz        | 0  | 2 | 1 | 3        |
| Tollaslabda   | 0  | 0 | 0 | 0        |
| Torna         | 0  | 1 | 0 | 1        |
| Úszás         | 1  | 0 | 0 | 1        |
| Vitorlázás    | 4  | 1 | 0 | 5        |
| Vívás         | 0  | 0 | 0 | 0        |
| Vízilabda     | 0  | 1 | 0 | 1        |
| Összesen      | 13 | 7 | 2 | 22       |

| Naponként | Naponként    | Naponként | Naponként | Naponként | Naponként | Naponként |
| --------- | ------------ | --------- | --------- | --------- | --------- | --------- |
| Nap       | Dátum        |           |           |           | Összesen  |           |
| 1.nap     | Július 25.   | —         | —         | —         | —         |           |
| 2.nap     | Július 26.   | 0         | 0         | 0         | 0         |           |
| 3.nap     | Július 27.   | 1         | 0         | 0         | 1         |           |
| 4.nap     | Július 28.   | 1         | 0         | 0         | 1         |           |
| 5.nap     | Július 29.   | 0         | 0         | 0         | 0         |           |
| 6.nap     | Július 30.   | 0         | 0         | 0         | 0         |           |
| 7.nap     | Július 31.   | 2         | 0         | 0         | 2         |           |
| 8.nap     | Augusztus 1. | 1         | 0         | 0         | 1         |           |
| 9.nap     | Augusztus 2. | 0         | 0         | 0         | 0         |           |
| 10.nap    | Augusztus 3. | 4         | 1         | 0         | 5         |           |
| 11.nap    | Augusztus 4. | 1         | 0         | 0         | 1         |           |
| 12.nap    | Augusztus 5. | 0         | 0         | 0         | 0         |           |
| 13.nap    | Augusztus 6. | 0         | 1         | 0         | 1         |           |
| 14.nap    | Augusztus 7. | 1         | 0         | 2         | 3         |           |
| 15.nap    | Augusztus 8. | 2         | 3         | 0         | 5         |           |
| 16.nap    | Augusztus 9. | 0         | 2         | 0         | 2         |           |
| Összesen  |              | 13        | 7         | 2         | 22        |           |

## Asztalitenisz
Férfi
| Versenyző                        | Versenyszám | Csoportkör | Csoportkör | Nyolcaddöntő      | Negyeddöntő       | Elődöntő          | Döntő             | Helyezés |
| Versenyző                        | Versenyszám | Ellenfél Eredmény | Hely.      | Ellenfél Eredmény | Ellenfél Eredmény | Ellenfél Eredmény | Ellenfél Eredmény | Helyezés |
| -------------------------------- | ----------- | --- | ---------- | ----------------- | ----------------- | ----------------- | ----------------- | -------- |
| Roberto Casares                  | Egyes       | P csoport · Cshö Gjongszop (Choi Kyong-Sob) (PRK) · 1-2 · Carl Prean (GBR) · 1-2 · Csetan Babúr (IND) · 2-1 | 3.         | kiesett           | kiesett           | kiesett           | kiesett           | 33.      |
| José María Pales                 | Egyes       | M csoport · Paul Haldan (NED) · 0-2 · Mikael Appelgren (SWE) · 0-2 · Anton Suseno (INA) · 0-2 | 4.         | kiesett           | kiesett           | kiesett           | kiesett           | 49.      |
| Roberto Casares José María Pales | Páros       | F csoport · Észak-Korea (PRK) · Kim Dzsinmjong (Kim Jin-Myong) · Kim Szonghi (Kim Szonghi, Kim Song-Hui) · 0-2 · Egyesített Csapat (EUN) · Andrej Mazunov · Dmitrij Mazunov · 0-2 · Egyesült Államok (USA) · Jim Butler · Sean O'Neill · 2-1 | 3.         |                   | kiesett           | kiesett           | kiesett           | 17.      |

Női
| Versenyző                      | Versenyszám | Csoportkör | Csoportkör | Nyolcaddöntő      | Negyeddöntő       | Elődöntő          | Döntő             | Helyezés |
| Versenyző                      | Versenyszám | Ellenfél Eredmény | Hely.      | Ellenfél Eredmény | Ellenfél Eredmény | Ellenfél Eredmény | Ellenfél Eredmény | Helyezés |
| ------------------------------ | ----------- | --- | ---------- | ----------------- | ----------------- | ----------------- | ----------------- | -------- |
| Ana María Godes                | Egyes       | M csoport · Kim Hjejong (Kim Hye-Yong) (PRK) · 0-2 · Xiao-Ming Wang-Dréchou (FRA) · 0-2 · Chan Suk Yuen (HKG) · 0-2                                                                                           | 4.         | kiesett           | kiesett           | kiesett           | kiesett           | 49.      |
| Gloria Gauchia Ana María Godes | Páros       | G csoport · Egyesített Csapat (EUN) · Irina Palina · Jelena Tyimina · 0-2 · Észak-Korea (PRK) · Kim Hjejong (Kim Hye-Yong) · Ü Bokszun (Wi Bok-Sun) · 0-2 · Nigéria (NGR) · Bose Kaffo · Abiola Odumosu · 0-2 | 4.         |                   | kiesett           | kiesett           | kiesett           | 25.      |

## Atlétika
Férfi
| Versenyző                                                           | Versenyszám     | Előfutam      | Előfutam      | Előfutam      | Negyeddöntő | Negyeddöntő | Negyeddöntő | Elődöntő | Elődöntő | Elődöntő | Döntő    | Döntő    |
| Versenyző                                                           | Versenyszám     | Idő           | Hely.         | Össz.         | Idő         | Hely.       | Össz.       | Idő      | Hely.    | Össz.    | Idő      | Helyezés |
| ------------------------------------------------------------------- | --------------- | ------------- | ------------- | ------------- | ----------- | ----------- | ----------- | -------- | -------- | -------- | -------- | -------- |
| Juan Jesús Trapero                                                  | 100 m           | 10,64         | 4.            | 33.**         | kiesett     | kiesett     | kiesett     | kiesett  | kiesett  | kiesett  | kiesett  | kiesett  |
| Miguel Ángel Gómez                                                  | 200 m           | 21,46         | 5.            | 40.           | 21,32       | 8.          | 34.         | kiesett  | kiesett  | kiesett  | kiesett  | kiesett  |
| Gaietà Cornet                                                       | 400 m           | 46,13         | 4.            | 25.           | 46,27       | 6.          | 25.         | kiesett  | kiesett  | kiesett  | kiesett  | kiesett  |
| José Arconada                                                       | 800 m           | 1:49,23       | 4.            | 32.           |             |             |             | kiesett  | kiesett  | kiesett  | kiesett  | kiesett  |
| Luis González                                                       | 800 m           | 1:46,65       | 3.            | 6.            |             |             |             | 1:47,09  | 6.       | 17.      | kiesett  | kiesett  |
| Tomás de Teresa                                                     | 800 m           | 1:46,78       | 2.            | 8.            |             |             |             | 1:46,08  | 4.       | 7.       | kiesett  | kiesett  |
| Fermín Cacho                                                        | 1500 m          | 3:37,04       | 1.            | 4.            |             |             |             | 3:34,93  | 2.       | 2.       | 3:40,12  |          |
| José Luis González                                                  | 1500 m          | 3:46,75       | 7.            | 34.           |             |             |             | kiesett  | kiesett  | kiesett  | kiesett  | kiesett  |
| Manuel Pancorbo                                                     | 1500 m          | 3:37,62       | 6.            | 7.            |             |             |             | 3:39,52  | 4.       | 15.      | 3:43,51  | 11.      |
| Abel Antón                                                          | 5000 m          | 13:31,48      | 3.            | 8.            |             |             |             |          |          |          | 13:27,80 | 8.       |
| Martín Fiz                                                          | 5000 m          | 13:42,20      | 7.            | 23.           |             |             |             |          |          |          | kiesett  | kiesett  |
| Antonio Serrano                                                     | 5000 m          | 13:42,94      | 6.            | 24.           |             |             |             |          |          |          | kiesett  | kiesett  |
| José Carlos Adán                                                    | 10 000 m        | 28:50,38      | 11.           | 24.           |             |             |             |          |          |          | kiesett  | kiesett  |
| Alejandro Gómez                                                     | 10 000 m        | nem ért célba | nem ért célba | nem ért célba |             |             |             |          |          |          | kiesett  | kiesett  |
| Carlos de la Torre                                                  | 10 000 m        | 28:55,47      | 15.           | 27.           |             |             |             |          |          |          | kiesett  | kiesett  |
| Carlos Sala                                                         | 110 m gát       | 13,62         | 3.            | 11.           | 13,80       | 5.          | 17.         | kiesett  | kiesett  | kiesett  | kiesett  | kiesett  |
| Diego García                                                        | Maraton         |               |               |               |             |             |             |          |          |          | 2:14:56  | 9.       |
| Rodrigo Gavela                                                      | Maraton         |               |               |               |             |             |             |          |          |          | 2:16:23  | 18.      |
| José Esteban Montiel                                                | Maraton         |               |               |               |             |             |             |          |          |          | 2:19:15  | 32.      |
| Valentí Massana                                                     | 20 km gyaloglás |               |               |               |             |             |             |          |          |          | kizárták | kizárták |
| Daniel Plaza                                                        | 20 km gyaloglás |               |               |               |             |             |             |          |          |          | 1:21:45  |          |
| Miguel Prieto                                                       | 20 km gyaloglás |               |               |               |             |             |             |          |          |          | 1:26:38  | 10.      |
| Jaime Barroso                                                       | 50 km gyaloglás |               |               |               |             |             |             |          |          |          | 4:02:08  | 14.      |
| Jesús Ángel García                                                  | 50 km gyaloglás |               |               |               |             |             |             |          |          |          | 3:58:43  | 10.      |
| José Marín                                                          | 50 km gyaloglás |               |               |               |             |             |             |          |          |          | 3:58:41  | 9.       |
| José Javier Arqués Enrique Talavera Juan Jesús Trapero Sergio López | 4 × 100 m váltó | 39,60         | 2.            | 7.            |             |             |             | 39,62    | 5.       | 11.      | kiesett  | kiesett  |
| Antonio Sánchez Gaietà Cornet Manuel Moreno Ángel Heras             | 4 × 400 m váltó | 3:04,60       | 4.            | 12.           |             |             |             |          |          |          | kiesett  | kiesett  |

| Versenyző           | Versenyszám   | Selejtező             | Selejtező             | Döntő    | Döntő    |
| Versenyző           | Versenyszám   | Eredmény              | Helyezés              | Eredmény | Helyezés |
| ------------------- | ------------- | --------------------- | --------------------- | -------- | -------- |
| Gustavo Becker      | Magasugrás    | 226 cm                | 8.*                   | 228 cm   | 11.      |
| Arturo Ortíz        | Magasugrás    | 215 cm                | 27.*                  | kiesett  | kiesett  |
| Javier García Chico | Rúdugrás      | 555 cm                | 7.*                   | 575 cm   |          |
| Daniel Martí        | Rúdugrás      | 540 cm                | 19.                   | kiesett  | kiesett  |
| Alberto Ruiz        | Rúdugrás      | 555 cm                | 7.*                   | 530 cm   | 10.      |
| Ángel Hernández     | Távolugrás    | érvényes ugrás nélkül | érvényes ugrás nélkül | kiesett  | kiesett  |
| Jesús Oliván        | Távolugrás    | 778 cm                | 18.                   | kiesett  | kiesett  |
| Santiago Moreno     | Hármasugrás   | 16,04 m               | 28.                   | kiesett  | kiesett  |
| David Martínez      | Diszkoszvetés | 61,22 m               | 9.                    | 60,16 m  | 9.       |
| Julián Sotelo       | Gerelyhajítás | 75,34 m               | 20.                   | kiesett  | kiesett  |

| Versenyző        | Versenyszám | 100 m | 100 m | Távolugrás | Távolugrás | Súlylökés | Súlylökés | Magasugrás | Magasugrás | 400 m | 400 m | 110 m gát | 110 m gát | Diszkoszvetés | Diszkoszvetés | Rúdugrás | Rúdugrás | Gerelyhajítás | Gerelyhajítás | 1500 m  | 1500 m | Végeredmény | Végeredmény |
| Versenyző        | Versenyszám | Idő   | Pont  | Eredmény   | Pont       | Eredmény  | Pont      | Eredmény   | Pont       | Idő   | Pont  | Idő       | Pont      | Eredmény      | Pont          | Eredmény | Pont     | Eredmény      | Pont          | Idő     | Pont   | Pont        | Helyezés    |
| ---------------- | ----------- | ----- | ----- | ---------- | ---------- | --------- | --------- | ---------- | ---------- | ----- | ----- | --------- | --------- | ------------- | ------------- | -------- | -------- | ------------- | ------------- | ------- | ------ | ----------- | ----------- |
| Francisco Benet  | Tízpróba    | 11,41 | 771   | 694 cm     | 799        | 12,99 m   | 667       | 191 cm     | 723        | 49,60 | 833   | 14,86     | 867       | 40,10 m       | 667           | 450 cm   | 760      | 59,68 m       | 733           | 4:42,58 | 664    | 7484        | 22.         |
| Álvaro Burrell   | Tízpróba    | 10,95 | 872   | 756 cm     | 950        | 14,41 m   | 753       | 203 cm     | 831        | 48,14 | 902   | 15,18     | 828       | 43,52 m       | 736           | 450 cm   | 760      | 45,66 m       | 525           | 4:22,42 | 795    | 7952        | 16.         |
| Antonio Peñalver | Tízpróba    | 11,09 | 841   | 754 cm     | 945        | 16,50 m   | 882       | 206 cm     | 859        | 49,66 | 830   | 14,58     | 901       | 49,68 m       | 864           | 490 cm   | 880      | 58,64 m       | 717           | 4:38,02 | 693    | 8412        |             |

Női
| Versenyző                                                | Versenyszám     | Előfutam | Előfutam | Előfutam | Negyeddöntő | Negyeddöntő | Negyeddöntő | Elődöntő | Elődöntő | Elődöntő | Döntő   | Döntő    |
| Versenyző                                                | Versenyszám     | Idő      | Hely.    | Össz.    | Idő         | Hely.       | Össz.       | Idő      | Hely.    | Össz.    | Idő     | Helyezés |
| -------------------------------------------------------- | --------------- | -------- | -------- | -------- | ----------- | ----------- | ----------- | -------- | -------- | -------- | ------- | -------- |
| Cristina Castro                                          | 100 m           | 11,72    | 5.       | 30.      | 11,79       | 8.          | 32.         | kiesett  | kiesett  | kiesett  | kiesett | kiesett  |
| Julia Merino                                             | 400 m           | 52,90    | 3.       | 16.      | 52,43       | 5.          | 22.         | kiesett  | kiesett  | kiesett  | kiesett | kiesett  |
| Amaya Andrés                                             | 800 m           | 2:02,67  | 5.       | 24.      |             |             |             | kiesett  | kiesett  | kiesett  | kiesett | kiesett  |
| María Zúñiga                                             | 1500 m          | 4:07,82  | 1.       | 8.       |             |             |             | 4:04,00  | 5.       | 7.       | 4:00,59 | 6.       |
| Estela Estévez                                           | 3000 m          | 8:55,70  | 7.       | 19.      |             |             |             |          |          |          | kiesett | kiesett  |
| María José Mardomingo                                    | 100 m gát       | 13,58    | 5.       | 29.      | kiesett     | kiesett     | kiesett     | kiesett  | kiesett  | kiesett  | kiesett | kiesett  |
| Miriam Alonso                                            | 400 m gát       | 57,66    | 5.       | 21.      |             |             |             | kiesett  | kiesett  | kiesett  | kiesett | kiesett  |
| Emilia Cano                                              | 10 km gyaloglás |          |          |          |             |             |             |          |          |          | 47:03   | 22.      |
| María Cruz Díaz                                          | 10 km gyaloglás |          |          |          |             |             |             |          |          |          | 45:32   | 10.      |
| Encarnación Granados                                     | 10 km gyaloglás |          |          |          |             |             |             |          |          |          | 46:00   | 14.      |
| Esther Lahoz Cristina Pérez Gregoria Ferrer Julia Merino | 4 × 400 m váltó | 3:31,35  | 6.       | 10.      |             |             |             |          |          |          | kiesett | kiesett  |

| Versenyző        | Versenyszám   | Selejtező | Selejtező | Döntő    | Döntő    |
| Versenyző        | Versenyszám   | Eredmény  | Helyezés  | Eredmény | Helyezés |
| ---------------- | ------------- | --------- | --------- | -------- | -------- |
| Margarita Ramos  | Súlylökés     | 16,82 m   | 13.       | kiesett  | kiesett  |
| Ángeles Barreiro | Diszkoszvetés | 53,14 m   | 25.       | kiesett  | kiesett  |

* - egy másik versenyzővel azonos eredményt ért el

** - két másik versenyzővel azonos időt ért el

## Baseball
| Spanyol baseballcsapat-játékoskeret | Spanyol baseballcsapat-játékoskeret |
| --- | --- |
| - Francisco Aristu - José Arza - José Luis Becerra - Juan Pedro Belza - Xavier Camps - Félix Cano - Xavier Civit - Enrique Cortés - Juan Damborenea - Javier Díez | - Luis León - Jesús Lisarri - Manuel Martínez - Miguel Ángel Pariente - José María Pulido - Óscar Rebolleda - Antonio Salazar Calzado - Juan Manuel Salmeron - Miguel Stella - Gabriel Valarezo - Szövetségi kapitány: Jake Molina |

### Eredmények
Csoportkör
| Csapat                | M | Gy | V | P+ | P– | Pk  |
| --------------------- | - | -- | - | -- | -- | --- |
| Kuba                  | 7 | 7  | 0 | 78 | 14 | +64 |
| Japán                 | 7 | 5  | 2 | 60 | 15 | +45 |
| Tajvan                | 7 | 5  | 2 | 61 | 21 | +40 |
| Egyesült Államok      | 7 | 5  | 2 | 49 | 28 | +21 |
| Puerto Rico           | 7 | 2  | 5 | 22 | 48 | –26 |
| Dominikai Köztársaság | 7 | 2  | 5 | 23 | 60 | –37 |
| Olaszország           | 7 | 1  | 6 | 25 | 62 | –37 |
| Spanyolország         | 7 | 1  | 6 | 15 | 85 | –70 |

| 1992. július 26. |  | Spanyolország (ESP) | 1–4 | Egyesült Államok |  |  |
| 1992. július 26. |  |                     |     |                  |  |  |

| 1992. július 27. |  | Japán (JPN) | 12–1 | Spanyolország |  |  |
| 1992. július 27. |  |             |      |               |  |  |

| 1992. július 28. |  | Dominikai Köztársaság (DOM) | 11–2 | Spanyolország |  |  |
| 1992. július 28. |  |                             |      |               |  |  |

| 1992. július 29. |  | Tajvan (TPE) | 20–0 | Spanyolország |  |  |
| 1992. július 29. |  |              |      |               |  |  |

| 1992. július 31. |  | Spanyolország (ESP) | 0–18 | Kuba |  |  |
| 1992. július 31. |  |                     |      |      |  |  |

| 1992. augusztus 1. |  | Olaszország (ITA) | 14–4 | Spanyolország |  |  |
| 1992. augusztus 1. |  |                   |      |               |  |  |

| 1992. augusztus 2. |  | Spanyolország (ESP) | 7–6 | Puerto Rico |  |  |
| 1992. augusztus 2. |  |                     |     |             |  |  |

| Csapat              | Helyezés |
| ------------------- | -------- |
| Spanyolország (ESP) | 8.       |

## Birkózás
Kötöttfogású
| Versenyző            | Versenyszám | Csoportkör | Csoportkör | Helyosztók        | Helyosztók        | Helyosztók        | Bronz- mérkőzés   | Döntő             | Helyezés    |
| Versenyző            | Versenyszám | Csoportkör | Csoportkör | 9. helyért        | 7. helyért        | 5. helyért        | Bronz- mérkőzés   | Döntő             | Helyezés    |
| Versenyző            | Versenyszám | Ellenfél Eredmény | Hely.      | Ellenfél Eredmény | Ellenfél Eredmény | Ellenfél Eredmény | Ellenfél Eredmény | Ellenfél Eredmény | Helyezés    |
| -------------------- | ----------- | --- | ---------- | ----------------- | ----------------- | ----------------- | ----------------- | ----------------- | ----------- |
| Miguel Ángel Sierra  | 57 kg       | B csoport · Seng Cö-tien (Sheng Zetian) (CHN) · 0-2 · Marian Sandu (ROU) · 0-6                                                                | 9.         | kiesett           | kiesett           | kiesett           | kiesett           | kiesett           | helyezetlen |
| Luis Martínez        | 62 kg       | B csoport · Ho Bjongho (Heo Byeong-Ho) (KOR) · DQ2 · Ahmed Ibrahim (EGY) · 4-1 · Bódi Jenő (HUN) · 4-6 · Konsztandínosz Arkudéasz (GRE) · 0-3 | 6.         | kiesett           | kiesett           | kiesett           | kiesett           | kiesett           | helyezetlen |
| Pedro Villuela       | 68 kg       | B csoport · Rodney Smith (USA) · 1-6 · Douglas Yeats (CAN) · 1-2                                                                              | 9.         | kiesett           | kiesett           | kiesett           | kiesett           | kiesett           | helyezetlen |
| José Alberto Recuero | 74 kg       | A csoport · Anton Marchl (AUT) · 1-4 · Željko Trajković (IOP) · 0-3                                                                           | 8.         | kiesett           | kiesett           | kiesett           | kiesett           | kiesett           | helyezetlen |

Szabadfogású
| Versenyző              | Versenyszám | Csoportkör                                                                                           | Csoportkör | Helyosztók        | Helyosztók                | Helyosztók        | Bronz- mérkőzés   | Döntő             | Helyezés    |
| Versenyző              | Versenyszám | Csoportkör                                                                                           | Csoportkör | 9. helyért        | 7. helyért                | 5. helyért        | Bronz- mérkőzés   | Döntő             | Helyezés    |
| Versenyző              | Versenyszám | Ellenfél Eredmény                                                                                    | Hely.      | Ellenfél Eredmény | Ellenfél Eredmény         | Ellenfél Eredmény | Ellenfél Eredmény | Ellenfél Eredmény | Helyezés    |
| ---------------------- | ----------- | --- | ---------- | ----------------- | ------------------------- | ----------------- | ----------------- | ----------------- | ----------- |
| Francisco Sánchez      | 48 kg       | A csoport · Tserenbaataryn Khosbayar (MGL) · 0-15 · Kim Dzsongsin (Kim Jong-Sin) (KOR) · 1-17        | 9.         | kiesett           | kiesett                   | kiesett           | kiesett           | kiesett           | helyezetlen |
| Laureano Atanes        | 52 kg       | B csoport · Constantin Corduneanu (ROU) · 0-15 · Kim Szonhak (Kim Seon-Hak) (KOR) · 0-11 (kétvállas) | 7.         | kiesett           | kiesett                   | kiesett           | kiesett           | kiesett           | helyezetlen |
| Andrés Iniesta Pacheco | 57 kg       | B csoport · Remzi Musaoğlu (TUR) · 0-16 · Alejandro Puerto (CUB) · 0-8                               | 7.         | kiesett           | kiesett                   | kiesett           | kiesett           | kiesett           | helyezetlen |
| Vicente Cáceres        | 62 kg       | B csoport · Roszen Vaszilev (BUL) · 3-10 · Musa Ilhan (AUS) · 4-11                                   | 9.         | kiesett           | kiesett                   | kiesett           | kiesett           | kiesett           | helyezetlen |
| Francisco Barcia       | 68 kg       | A csoport · Elekes Endre (HUN) · 1-7 · Akaisi Kószei (JPN) · 0-9                                     | 8.         | kiesett           | kiesett                   | kiesett           | kiesett           | kiesett           | helyezetlen |
| Francisco Iglesias     | 82 kg       | B csoport · José Betancourt (PUR) · 11-2 · Sebahattin Öztürk (TUR) · 3-6 · Kevin Jackson (USA) · 0-8 | 4.         |                   | Nicolae Ghiţă (ROU) · 1-4 |                   |                   |                   | 8.          |

DQ2 - passzivitás miatt mind két versenyzőt kizárták

## Cselgáncs
Férfi
| Versenyző         | Versenyszám | Selejtező                         | 32-es főtábla                     | Nyolcaddöntő                      | Negyeddöntő                      | Elődöntő          | Vigaszág első kör                | Vigaszág nyolcaddöntő                    | Vigaszág negyeddöntő                 | Vigaszág elődöntő                     | Bronz- mérkőzés                    | Döntő             | Helyezés |
| Versenyző         | Versenyszám | Ellenfél Eredmény                 | Ellenfél Eredmény                 | Ellenfél Eredmény                 | Ellenfél Eredmény                | Ellenfél Eredmény | Ellenfél Eredmény                | Ellenfél Eredmény                        | Ellenfél Eredmény                    | Ellenfél Eredmény                     | Ellenfél Eredmény                  | Ellenfél Eredmény | Helyezés |
| ----------------- | ----------- | --------------------------------- | --------------------------------- | --------------------------------- | -------------------------------- | ----------------- | -------------------------------- | ---------------------------------------- | ------------------------------------ | ------------------------------------- | ---------------------------------- | ----------------- | -------- |
| Carlos Sotillo    | Légsúly     | erőnyerő                          | Nigel Donohue (GBR) · 0000-0100   | kiesett                           | kiesett                          | kiesett           |                                  |                                          |                                      |                                       |                                    |                   | 23.      |
| Francisco Lorenzo | Harmatsúly  | Udo Quellmalz (GER) · 0000-1000   |                                   |                                   |                                  |                   | Asszáf el-Murr (LIB) · 0010-0000 | Kao Er-vej (Gao Erwei) (CHN) · 0010-0000 | Jean Pierre Cantin (CAN) · 1000-0000 | Kim Sang-Mun (KOR) · 1000-0000        | Israel Hernández (CUB) · 0000-1000 |                   | 5.       |
| Joaquín Ruiz      | Könnyűsúly  | Sérgio Oliveira (BRA) · 0010-0000 | Miroslav Jočić (IOP) · 0001-0000  | Meziane Dahmani (ALG) · 0000-1000 | kiesett                          | kiesett           |                                  |                                          |                                      |                                       |                                    |                   | 18.      |
| León Villar       | Középsúly   | erőnyerő                          | Axel Lobenstein (GER) · 0000-1100 |                                   |                                  |                   |                                  | Giorgio Vismara (ITA) · 0001-0000        | Daniel Kistler (SUI) · 0000-0001     | kiesett                               | kiesett                            |                   | 9.       |
| Ernesto Pérez     | Nehézsúly   |                                   | erőnyerő                          | Kim Geon-Su (KOR) · 0100-0000     | David Douillet (FRA) · 0000-1100 |                   |                                  |                                          | Elvis Gordon (GBR) · 0100-0000       | Harry van Barneveld (BEL) · 0000-1000 | kiesett                            |                   | 7.       |

Női
| Versenyző               | Versenyszám  | Selejtező                         | Nyolcaddöntő                                         | Negyeddöntő                      | Elődöntő                                     | Vigaszág nyolcaddöntő        | Vigaszág negyeddöntő                   | Vigaszág elődöntő                | Bronz- mérkőzés   | Döntő                                | Helyezés |
| Versenyző               | Versenyszám  | Ellenfél Eredmény                 | Ellenfél Eredmény                                    | Ellenfél Eredmény                | Ellenfél Eredmény                            | Ellenfél Eredmény            | Ellenfél Eredmény                      | Ellenfél Eredmény                | Ellenfél Eredmény | Ellenfél Eredmény                    | Helyezés |
| ----------------------- | ------------ | --------------------------------- | ---------------------------------------------------- | -------------------------------- | -------------------------------------------- | ---------------------------- | -------------------------------------- | -------------------------------- | ----------------- | ------------------------------------ | -------- |
| Yolanda Soler           | Légsúly      | Yu Hui-Jun (KOR) · 0100-0000      | Małgorzata Roszkowska (POL) · 0010-0000              | Karen Briggs (GBR) · 0000-1000   |                                              |                              | Brigitte Lastrade (CAN) · 0010-0000    | Amarilis Savón (CUB) · 0000-1000 | kiesett           |                                      | 7.       |
| Almudena Muñoz          | Harmatsúly   | Jo Anne Quiring (USA) · 0010-0000 | Derya Çalışkan (TUR) · 1000-0000                     | Sharon Rendle (GBR) · 0010-0000  | Li Csung-jün (Li Zhongyun) (CHN) · 0010-0000 |                              |                                        |                                  |                   | Mizogucsi Noriko (JPN) · 0001-0000   |          |
| Miriam Blasco           | Könnyűsúly   | erőnyerő                          | Csong Szonjong (KOR) · 1000-0000                     | Tateno Csijori (JPN) · 0010-0000 | Driulis González (CUB) · 1000-0000           |                              |                                        |                                  |                   | Nicola Fairbrother (GBR) · 0010-0000 |          |
| Begoña Gómez            | Váltósúly    | Kobajasi Takako (JPN) · 0010-0000 | Yael Arad (ISR) · 0000-0100                          |                                  |                                              |                              | Miroslava Jánošíková (TCH) · 0010-0000 | Jelena Petrova (EUN) · 0000-1000 | kiesett           |                                      | 7.       |
| María del Carmen Bellón | Középsúly    | Claire Lecat (FRA) · 0000-0010    | kiesett                                              | kiesett                          | kiesett                                      |                              |                                        |                                  |                   |                                      | 20.      |
| Cristina Curto          | Félnehézsúly | erőnyerő                          | Tanabe Jóko (JPN) · 0000-1000                        |                                  |                                              |                              | Katarina Håkansson (SWE) · 0000-0010   | kiesett                          | kiesett           |                                      | 9.       |
| Inmaculada Vicent       | Nehézsúly    | erőnyerő                          | Csuang Hsziao-jen (Zhuang Xiaoyan) (CHN) · 0000-1100 |                                  |                                              | Sharon Lee (GBR) · 0000-0100 | kiesett                                | kiesett                          | kiesett           |                                      | 13.      |

## Evezés
Férfi
| Versenyző | Versenyszám              | Előfutam | Előfutam | Vigaszág | Vigaszág | Elődöntő | Elődöntő | Elődöntő | Döntő | Döntő   | Döntő | Helyezés |
| Versenyző | Versenyszám              | Idő      | Hely.    | Idő      | Hely.    | Típus    | Idő      | Hely.    | Típus | Idő     | Hely. | Helyezés |
| --- | ------------------------ | -------- | -------- | -------- | -------- | -------- | -------- | -------- | ----- | ------- | ----- | -------- |
| Miguel Álvarez José Antonio Merín | Kétpárevezős             | 6:32,67  | 2.       | 6:43,28  | 1.       | A/B      | 6:22,36  | 3.       | A     | 6:26,96 | 6.    | 6.       |
| José Ignacio Bugarín Ibon Urbieta Javier Cano (kormányos)                                                                                      | Kormányos kettes         | 7:04,67  | 3.       | 7:17,82  | 3.       | A/B      | 7:03,99  | 6.       | B     | 7:15,25 | 6.    | 12.      |
| José Antonio Rodríguez Melquiades Verduras Bruno López José Manuel Bermúdez                                                                    | Négypárevezős            | 5:55,59  | 5.       | 5:57,41  | 2.       | A/B      | 5:58,77  | 6.       | B     | 5:58,33 | 4.    | 10.      |
| Fernando Climent José María de Marco Juan Aguirre Fernando Molina                                                                              | Kormányos nélküli négyes | 6:01,51  | 1.       |          |          | A/B      | 6:04,59  | 4.       | B     | 6:06,66 | 3.    | 9.       |
| Josu Andueza Andreu Canals José María Claro Horacio Allegue Jordi Quer Garikoitz Azkue Josép Robert Juan María Altuna Carlos Front (kormányos) | Nyolcas                  | 5:48,36  | 5.       | 5:53,50  | 5.       |          |          |          | C     | 6:10,45 | 2.    | 14.      |

## Gyeplabda

### Férfi
| Spanyol férfi gyeplabdacsapat-játékoskeret                                                                                | Spanyol férfi gyeplabdacsapat-játékoskeret |
| --- | --- |
| - Jaime Amat - Javier Arnau - Jorge Avilés - Juan Dinarés - Ignacio Escudé - Xavier Escudé - David Freixa - Santiago Grau | - José Antonio Iglesias - Pedro Jufresa - Ramón Jufresa - Joaquin Malgosa - Juantxo García-Mauriño - Miguel Ortego - Víctor Pujol - Pablo Usoz - Szövetségi kapitány: Santiago Cortes Vila |

#### Eredmények
Csoportkör
B csoport
| Csapat                  | M | Gy | D | V | G+ | G– | Gk  | P  |
| ----------------------- | - | -- | - | - | -- | -- | --- | -- |
| Pakisztán (PAK)         | 5 | 5  | 0 | 0 | 20 | 6  | +14 | 10 |
| Hollandia (NED)         | 5 | 4  | 0 | 1 | 20 | 10 | +10 | 8  |
| Spanyolország (ESP)     | 5 | 3  | 0 | 2 | 15 | 11 | +4  | 6  |
| Új-Zéland (NZL)         | 5 | 1  | 0 | 4 | 7  | 12 | –5  | 2  |
| Egyesített Csapat (EUN) | 5 | 1  | 0 | 4 | 12 | 20 | –8  | 2  |
| Malajzia (MAS)          | 5 | 1  | 0 | 4 | 9  | 24 | –15 | 2  |

| 1992. július 26. 10:15 | Spanyolország (ESP)            | 3–0   | Új-Zéland (NZL) | Játékvezetők: Alain Michel Renaud (FRA) Dennis Graham (GBR) |
| 1992. július 26. 10:15 | I. Escudé P. Jufresa X. Escudé | (2–0) |                 | Játékvezetők: Alain Michel Renaud (FRA) Dennis Graham (GBR) |

| 1992. július 28. 18:00 | Spanyolország (ESP) | 2–3   | Hollandia (NED) | Játékvezetők: Raymond Prior (AUS) T. S. Bhullar (IND) |
| 1992. július 28. 18:00 | Iglesias Usoz       | (1–1) | Bovelander 3    | Játékvezetők: Raymond Prior (AUS) T. S. Bhullar (IND) |

| 1992. július 30. 20:00 | Spanyolország (ESP)          | 5–2   | Malajzia (MAS) | Játékvezetők: Heinz Wolter (GER) Christopher Todd (GBR) |
| 1992. július 30. 20:00 | Iglesias 3 I.Escudé X.Escudé | (2–2) | Abdul Hadj 2   | Játékvezetők: Heinz Wolter (GER) Christopher Todd (GBR) |

| 1992. augusztus 1. 17:30 | Spanyolország (ESP) | 4–0   | Egyesített Csapat (EUN) | Játékvezetők: Claude Seidler (GER) Eduardo Ruiz (ARG) |
| 1992. augusztus 1. 17:30 | I.Escudé 3 X.Escudé | (1–0) |                         | Játékvezetők: Claude Seidler (GER) Eduardo Ruiz (ARG) |

| 1992. augusztus 3. 20:00 | Spanyolország (ESP) | 1–6   | Pakisztán (PAK)        | Játékvezetők: Christopher Todd (GBR) Raymond Prior (AUS) |
| 1992. augusztus 3. 20:00 | Iglesias            | (0–1) | Zaman 3 Feroz 2 Shabaz | Játékvezetők: Christopher Todd (GBR) Raymond Prior (AUS) |

Az 5–8. helyért
| 1992. augusztus 5. 17:30 | Spanyolország (ESP) | 2–0   | India (IND) | Játékvezetők: Graham Nash (GBR) Alan Waterman (CAN) |
| 1992. augusztus 5. 17:30 | Iglesias Freixa     | (0–0) |             | Játékvezetők: Graham Nash (GBR) Alan Waterman (CAN) |

Az 5. helyért
| 1992. augusztus 6. 20:30 | Nagy-Britannia (GBR) | 1–2   | Spanyolország (ESP) | Játékvezetők: Kyoshi Sana (JPN) Alan Waterman (CAN) |
| 1992. augusztus 6. 20:30 | Thompson             | (0–0) | X.Escudé 2          | Játékvezetők: Kyoshi Sana (JPN) Alan Waterman (CAN) |

| Csapat              | Helyezés |
| ------------------- | -------- |
| Spanyolország (ESP) | 5.       |

### Női
| Spanyol női gyeplabdacsapat-játékoskeret | Spanyol női gyeplabdacsapat-játékoskeret |
| --- | --- |
| - Mercedes Coghen Alberdingk - Maria Barea Cobos - Ana Maiques Dern - María Isabel Embara - Natalia Dorado Gomez - Maider Tellería Goni - Sonia Barrio Gutierrez - Teresa Motos Iceta | - Maria Gonzales Laguillo - Nagore Cabellanes Marieta - Virginia Ramírez Merino - Silvia Manrique Perez - Maria Rodríguez Suarez - Núria Olivé Vancells - Elisabeth Maragall Verge - Szövetségi kapitány: Jose Manuel Brasa |

#### Eredmények
Csoportkör
A csoport
| Csapat              | M | Gy | D | V | G+ | G– | Gk | P |
| ------------------- | - | -- | - | - | -- | -- | -- | - |
| Németország (GER)   | 3 | 2  | 1 | 0 | 7  | 2  | +5 | 5 |
| Spanyolország (ESP) | 3 | 2  | 1 | 0 | 5  | 3  | +2 | 5 |
| Ausztrália (AUS)    | 3 | 1  | 0 | 2 | 2  | 2  | 0  | 2 |
| Kanada (CAN)        | 3 | 0  | 0 | 3 | 1  | 8  | –7 | 0 |

| 1992. július 27. 17:30 | Spanyolország (ESP) | 2–2   | Németország (GER) | Játékvezetők: Gill Clarke (GBR) Jolanda Mohlmann (NED) |
| 1992. július 27. 17:30 | Iceta 2             | (1–2) | Hentschel 2       | Játékvezetők: Gill Clarke (GBR) Jolanda Mohlmann (NED) |

| 1992. július 29. 18:00 | Spanyolország (ESP) | 2–1   | Kanada (CAN) | Játékvezetők: Gill Clarke (GBR) Jane Robertson (GBR) |
| 1992. július 29. 18:00 | Iceta 2             | (1–0) | Covey        | Játékvezetők: Gill Clarke (GBR) Jane Robertson (GBR) |

| 1992. augusztus 2. 20:00 | Spanyolország (ESP) | 1–0   | Ausztrália (AUS) | Játékvezetők: Jolanda Mohlmann (NED) Jane Robertson (GBR) |
| 1992. augusztus 2. 20:00 | Perez               | (1–0) |                  | Játékvezetők: Jolanda Mohlmann (NED) Jane Robertson (GBR) |

Elődöntő
| 1992. augusztus 4. 17:00 | Dél-Korea (KOR)                  | 1–2 (h. u.) | Spanyolország (ESP) | Játékvezetők: Dominique Ache (BEL) Peri Buckley (AUS) |
| 1992. augusztus 4. 17:00 | Kvon Cshangszuk (Gwon Chang-Suk) | (1–1, 1–1)  | Gomez Cobos         | Játékvezetők: Dominique Ache (BEL) Peri Buckley (AUS) |

Döntő
| 1992. augusztus 7. 19:30 | Németország (GER) | 1–2   | Spanyolország (ESP) | Játékvezetők: Dominique Ache (BEL) Peri Buckley (AUS) |
| 1992. augusztus 7. 19:30 | Hentschel         | (1–1) | Cobos Verge         | Játékvezetők: Dominique Ache (BEL) Peri Buckley (AUS) |

| Csapat              | Helyezés |
| ------------------- | -------- |
| Spanyolország (ESP) |          |

## Íjászat
Férfi
| Versenyző                                     | Versenyszám | Selejtező | Selejtező | Selejtező | Selejtező | Selejtező | Selejtező | Selejtező | Selejtező | Selejtező | Selejtező | Kieséses szakasz                    | Kieséses szakasz                                                                        | Kieséses szakasz                                                                                       | Kieséses szakasz                                                                       | Kieséses szakasz                                                                | Helyezés |
| Versenyző                                     | Versenyszám | 30 m      | 30 m      | 50 m      | 50 m      | 70 m      | 70 m      | 90 m      | 90 m      | Pont      | Hely.     | 32-es főtábla                       | Nyolcaddöntő                                                                            | Negyeddöntő                                                                                            | Elődöntő                                                                               | Döntő                                                                           | Helyezés |
| Versenyző                                     | Versenyszám | Pont      | Hely.     | Pont      | Hely.     | Pont      | Hely.     | Pont      | Hely.     | Pont      | Hely.     | Ellenfél Eredmény                   | Ellenfél Eredmény                                                                       | Ellenfél Eredmény                                                                                      | Ellenfél Eredmény                                                                      | Ellenfél Eredmény                                                               | Helyezés |
| --------------------------------------------- | ----------- | --------- | --------- | --------- | --------- | --------- | --------- | --------- | --------- | --------- | --------- | ----------------------------------- | --------------------------------------------------------------------------------------- | --- | -------------------------------------------------------------------------------------- | ------------------------------------------------------------------------------- | -------- |
| Juan Holgado                                  | Egyéni      | 341       | 48.       | 316       | 39.       | 318       | 38.       | 280       | 47.       | 1255      | 45.       | kiesett                             | kiesett                                                                                 | kiesett                                                                                                | kiesett                                                                                | kiesett                                                                         | 45.      |
| Alfonso Menéndez                              | Egyéni      | 342       | 42.       | 320       | 24.       | 311       | 51.       | 284       | 42.       | 1257      | 42.       | kiesett                             | kiesett                                                                                 | kiesett                                                                                                | kiesett                                                                                | kiesett                                                                         | 42.      |
| Antonio Vázquez                               | Egyéni      | 346       | 26.       | 315       | 42.       | 335       | 4.        | 295       | 22.       | 1291      | 18.       | Grant Greenham (AUS) (15.) · 96-100 | kiesett                                                                                 | kiesett                                                                                                | kiesett                                                                                | kiesett                                                                         | 28.      |
| Juan Holgado Alfonso Menéndez Antonio Vázquez | Csapat      | 1029      | 12.       | 951       | 6.        | 964       | 4.        | 859       | 13.       | 3803      | 10.       |                                     | Dánia (DEN) · Ole Gammelgaard Nielsen · Jan Rytter · Henrik Kromann Toft (7.) · 233-230 | Egyesített Csapat (EUN) · Vlagyimir Jesejev · Vagyim Sikarev · Sztanyiszlav Zabrodszkij (2.) · 238-229 | Nagy-Britannia (GBR) · Steven Hallard · Richard Priestman · Simon Terry (6.) · 236-234 | Finnország (FIN) · Ismo Falck · Jari Lipponen · Tomi Poikolainen (5.) · 238-236 |          |

Női
| Versenyző        | Versenyszám | Selejtező | Selejtező | Selejtező | Selejtező | Selejtező | Selejtező | Selejtező | Selejtező | Selejtező | Selejtező | Kieséses szakasz  | Kieséses szakasz  | Kieséses szakasz  | Kieséses szakasz  | Kieséses szakasz  | Helyezés |
| Versenyző        | Versenyszám | 30 m      | 30 m      | 50 m      | 50 m      | 60 m      | 60 m      | 70 m      | 70 m      | Pont      | Hely.     | 32-es főtábla     | Nyolcaddöntő      | Negyeddöntő       | Elődöntő          | Döntő             | Helyezés |
| Versenyző        | Versenyszám | Pont      | Hely.     | Pont      | Hely.     | Pont      | Hely.     | Pont      | Hely.     | Pont      | Hely.     | Ellenfél Eredmény | Ellenfél Eredmény | Ellenfél Eredmény | Ellenfél Eredmény | Ellenfél Eredmény | Helyezés |
| ---------------- | ----------- | --------- | --------- | --------- | --------- | --------- | --------- | --------- | --------- | --------- | --------- | ----------------- | ----------------- | ----------------- | ----------------- | ----------------- | -------- |
| Teresa Fernández | Egyéni      | 342       | 24.       | 306       | 34.       | 323       | 27.       | 283       | 50.       | 1254      | 41.*      | kiesett           | kiesett           | kiesett           | kiesett           | kiesett           | 41.*     |

* - három másik versenyzővel azonos eredményt ért el

## Kajak-kenu

### Síkvízi
Férfi
| Versenyző                                                        | Versenyszám         | Előfutam | Előfutam | Előfutam | Vigaszág | Vigaszág | Vigaszág | Elődöntő | Elődöntő | Elődöntő | Döntő   | Döntő    |
| Versenyző                                                        | Versenyszám         | Idő      | Hely.    | Össz.    | Idő      | Hely.    | Össz.    | Idő      | Hely.    | Össz.    | Idő     | Helyezés |
| ---------------------------------------------------------------- | ------------------- | -------- | -------- | -------- | -------- | -------- | -------- | -------- | -------- | -------- | ------- | -------- |
| Gregorio Vicente                                                 | Kajak egyes 500 m   | 1:46,68  | 6.       | 19.      | 1:41,72  | 4.       | 7.       | 1:43,53  | 7.       | 14.      | kiesett | kiesett  |
| Óscar García del Pozo                                            | Kajak egyes 1000 m  | 3:45,08  | 5.       | 17.      | 3:36,70  | 4.       | 9.       | 3:41,84  | 7.       | 15.      | kiesett | kiesett  |
| Juan José Román Juan Sánchez                                     | Kajak kettes 500 m  | 1:33,61  | 2.       | 5.       | erőnyerő | erőnyerő | erőnyerő | 1:30,42  | 4.       | 9.       | 1:30,93 | 4.       |
| Juan José Román Juan Sánchez                                     | Kajak kettes 1000 m | 3:21,64  | 2.       | 12.      | erőnyerő | erőnyerő | erőnyerő | 3:20,30  | 4.       | 9.       | 3:29,60 | 9.       |
| Gregorio Vicente Alberto Sánchez Miguel García Francisco Cabezas | Kajak négyes 1000 m | 2:58,87  | 3.       | 10.*     |          |          |          | 3:00,17  | 5.       | 12.      | kiesett | kiesett  |
| Francisco López                                                  | Kenu egyes 500 m    | 1:58,84  | 5.       | 17.      | 1:56,60  | 4.       | 7.       | 1:57,51  | 7.       | 13.      | kiesett | kiesett  |
| José Alfredo Bea                                                 | Kenu egyes 1000 m   | 4:09,18  | 3.       | 11.      | erőnyerő | erőnyerő | erőnyerő | 4:25,63  | 8.       | 15.      | kiesett | kiesett  |
| Narcisco Suárez Enrique Míguez                                   | Kenu kettes 500 m   | 1:43,63  | 5.       | 5.       |          |          |          | 1:42,82  | 4.       | 7.       | kiesett | kiesett  |

Női
| Versenyző                                                  | Versenyszám        | Előfutam | Előfutam | Előfutam | Elődöntő | Elődöntő | Elődöntő | Döntő   | Döntő    |
| Versenyző                                                  | Versenyszám        | Idő      | Hely.    | Össz.    | Idő      | Hely.    | Össz.    | Idő     | Helyezés |
| ---------------------------------------------------------- | ------------------ | -------- | -------- | -------- | -------- | -------- | -------- | ------- | -------- |
| Susana Torrejón                                            | Kajak egyes 500 m  | 2:03,76  | 5.       | 15.      | 2:00,33  | 7.       | 15.      | kiesett | kiesett  |
| Belén Sánchez Joaquina Costa                               | Kajak kettes 500 m | 1:46,64  | 6.       | 12.      | 1:44,54  | 4.       | 11.      | 1:44,96 | 9.       |
| Belén Sánchez Joaquina Costa Luisa Álvárez Ana María Penas | Kajak négyes 500 m | 1:38,72  | 6.       | 9.       | 1:40,17  | 4.       | 7.       | kiesett | kiesett  |

* - egy másik csapattal azonos időt ért el

### Szlalom
Férfi
| Versenyző           | Versenyszám | Döntő    | Döntő    | Döntő    | Döntő    | Döntő         | Helyezés |
| Versenyző           | Versenyszám | 1. futam | 1. futam | 2. futam | 2. futam | Jobb eredmény | Helyezés |
| Versenyző           | Versenyszám | Pont     | Hely.    | Pont     | Hely.    | Pont          | Helyezés |
| ------------------- | ----------- | -------- | -------- | -------- | -------- | ------------- | -------- |
| Javier Etxaniz      | Kajak egyes | 174,54   | 39.      | 116,47   | 13.      | 116,47        | 22.      |
| José María Martínez | Kajak egyes | 130,15   | 33.      | 124,69   | 28.      | 124,69        | 35.      |
| Pere Guerrero       | Kenu egyes  | 148,49   | 25.      | 144,74   | 25.      | 144,74        | 28.      |
| Marc Vicente        | Kenu egyes  | 142,88   | 22.      | 139,38   | 21.      | 139,38        | 24.      |

Női
| Versenyző         | Versenyszám | Döntő    | Döntő    | Döntő    | Döntő    | Döntő         | Helyezés |
| Versenyző         | Versenyszám | 1. futam | 1. futam | 2. futam | 2. futam | Jobb eredmény | Helyezés |
| Versenyző         | Versenyszám | Pont     | Hely.    | Pont     | Hely.    | Pont          | Helyezés |
| ----------------- | ----------- | -------- | -------- | -------- | -------- | ------------- | -------- |
| María Eizmendi    | Kajak egyes | 143,39   | 9.       | 157,64   | 18.      | 143,39        | 14.      |
| Cristina Martínez | Kajak egyes | 168,14   | 22.      | 149,02   | 12.      | 149,02        | 17.      |

## Kerékpározás

### Országúti kerékpározás
Férfi
| Versenyző                                                                  | Versenyszám     | Idő            | Helyezés      |
| -------------------------------------------------------------------------- | --------------- | -------------- | ------------- |
| Ángel Edo                                                                  | Mezőnyverseny   | 4:35:56(+0:35) | 15.           |
| Francisco José García                                                      | Mezőnyverseny   | 4:35:56(+0:35) | 24.           |
| Eleuterio Mancebo                                                          | Mezőnyverseny   | nem ért célba  | nem ért célba |
| Miguel Fernández Álvaro González de Galdeano Eleuterio Mancebo David Plaza | Csapat időfutam | 2:06:11(+4:32) | 5.            |

Női
| Versenyző          | Versenyszám   | Idő            | Helyezés |
| ------------------ | ------------- | -------------- | -------- |
| Ainhoa Artolazábal | Mezőnyverseny | 2:05:13(+0:31) | 34.      |
| Belén Cuevas       | Mezőnyverseny | 2:05:26(+0:44) | 35.      |
| Dori Ruano         | Mezőnyverseny | 2:09:42(+5:00) | 42.      |

### Pálya-kerékpározás
Sprintversenyek
| Versenyző   | Versenyszám  | Selejtező | Selejtező | 1. forduló                                      | 1. forduló | Vigaszág selejtező   | Vigaszág selejtező | Vigaszág döntő       | Vigaszág döntő | 2. forduló                                       | 2. forduló | Vigaszág             | Vigaszág | Negyeddöntő                            | 5–8. helyért                                                               | 5–8. helyért | Elődöntő             | Döntő                | Helyezés |
| Versenyző   | Versenyszám  | Idő       | Hely.     | Ellenfelek Győztes idő                          | Hely.      | Ellenfél Győztes idő | Hely.              | Ellenfél Győztes idő | Hely.          | Ellenfelek Győztes idő                           | Hely.      | Ellenfél Győztes idő | Hely.    | Ellenfél Győztes idő                   | Ellenfelek Győztes idő                                                     | Hely.        | Ellenfél Győztes idő | Ellenfél Győztes idő | Helyezés |
| ----------- | ------------ | --------- | --------- | ----------------------------------------------- | ---------- | -------------------- | ------------------ | -------------------- | -------------- | ------------------------------------------------ | ---------- | -------------------- | -------- | -------------------------------------- | -------------------------------------------------------------------------- | ------------ | -------------------- | -------------------- | -------- |
| José Moreno | Férfi egyéni | 10,550    | 5.        | Rolf Furrer (SUI) · Andrew Myers (JAM) · 11,278 | 1.         |                      |                    |                      |                | Nyikolaj Kovs (EUN) · José Lovito (ARG) · 11,216 | 1.         |                      |          | Roberto Chiappa (ITA) · 11,134, 11,325 | Kenneth Carpenter (USA) · José Lovito (ARG) · Nyikolaj Kovs (EUN) · 11,648 | 4.           |                      |                      | 8.       |

Üldözőversenyek
| Versenyző                                                    | Versenyszám                | Selejtező | Selejtező | Negyeddöntő                       | Negyeddöntő | Negyeddöntő | Elődöntő     | Elődöntő  | Elődöntő | Döntő        | Döntő     | Helyezés |
| Versenyző                                                    | Versenyszám                | Idő       | Hely.     | Ellenfél Idő                      | Saját idő   | Hely.       | Ellenfél Idő | Saját idő | Hely.    | Ellenfél Idő | Saját idő | Helyezés |
| ------------------------------------------------------------ | -------------------------- | --------- | --------- | --------------------------------- | ----------- | ----------- | ------------ | --------- | -------- | ------------ | --------- | -------- |
| Adolfo Alperi                                                | Férfi egyéni üldözőverseny | 4:42,538  | 14.       | Robert Karśnicki (POL) · 4:35,184 | 4:34,760    | 7.          | kiesett      | kiesett   | kiesett  | kiesett      | kiesett   | 7.       |
| Adolfo Alperi Gabriel Aynat Jonathan Garrido Santos González | Férfi csapat üldözőverseny | 4:23,013  | 10.       | kiesett                           | kiesett     | kiesett     | kiesett      | kiesett   | kiesett  | kiesett      | kiesett   | 10.      |

Időfutam
| Versenyző   | Versenyszám           | Idő      | Helyezés |
| ----------- | --------------------- | -------- | -------- |
| José Moreno | Férfi egyéni időfutam | 1:03,342 |          |

Pontversenyek
| Versenyző     | Versenyszám       | Selejtező | Selejtező | Selejtező | Selejtező | Döntő     | Döntő   | Helyezés |
| Versenyző     | Versenyszám       | Csoport   | lekörözés | Pont      | Hely.     | lekörözés | Pont    | Helyezés |
| ------------- | ----------------- | --------- | --------- | --------- | --------- | --------- | ------- | -------- |
| Gabriel Aynat | Férfi pontverseny | B         | 1         | 7         | 16.       | kiesett   | kiesett | kiesett  |

## Kézilabda

### Férfi
| Spanyol férfi kézilabdacsapat-játékoskeret | Spanyol férfi kézilabdacsapat-játékoskeret                                                                                                   |
| --- | --- |
| - Juan Francisco Alemany - David Barrufet - Fernando Bolea - Juan Javier Cabanas - Aitor Etxaburu - Aleix Franch - Mateo Garralda - Luis Eduardo García | - Angel Hermida - Jaume Fort Mauri - Ricardo Marín - Enric Masip - Juan Francisco Muñoz - Iñaki Urdangarin - Alberto Urdiales - Lorenzo Rico |

#### Eredmények
Csoportkör
B csoport
| Csapat                  | M | Gy | D | V | G+  | G–  | Gk  | P  |
| ----------------------- | - | -- | - | - | --- | --- | --- | -- |
| Egyesített Csapat (EUN) | 5 | 5  | 0 | 0 | 121 | 98  | +23 | 10 |
| Franciaország (FRA)     | 5 | 4  | 0 | 1 | 111 | 98  | +13 | 8  |
| Spanyolország (ESP)     | 5 | 3  | 0 | 2 | 97  | 98  | –1  | 6  |
| Románia (ROU)           | 5 | 1  | 1 | 3 | 107 | 115 | –8  | 3  |
| Németország (GER)       | 5 | 1  | 1 | 3 | 97  | 103 | –6  | 3  |
| Egyiptom (EGY)          | 5 | 0  | 0 | 5 | 92  | 113 | –21 | 0  |

| 1992. július 27. 20:30 | Spanyolország (ESP) | 16–18 | Franciaország (FRA) | Játékvezetők: Szajna, Wroblewski (POL) |
| 1992. július 27. 20:30 | Masip 6             | (7–7) | Volle 4             | Játékvezetők: Szajna, Wroblewski (POL) |
| 1992. július 27. 20:30 |                     |       |                     | Játékvezetők: Szajna, Wroblewski (POL) |

| 1992. július 29. 19:00 | Egyiptom (EGY) | 18–23   | Spanyolország (ESP) | Játékvezetők: Noboru, Fusaji (JPN) |
| 1992. július 29. 19:00 | öt játékos 3   | (11–11) | Urdiales 9          | Játékvezetők: Noboru, Fusaji (JPN) |
| 1992. július 29. 19:00 |                |         |                     | Játékvezetők: Noboru, Fusaji (JPN) |

| 1992. július 31. 20:30 | Románia (ROU)  | 20–21  | Spanyolország (ESP) | Játékvezetők: Jug, Jeglic (SLO) |
| 1992. július 31. 20:30 | Licu, Mocanu 4 | (9–14) | Alemany, Urdiales 4 | Játékvezetők: Jug, Jeglic (SLO) |
| 1992. július 31. 20:30 |                |        |                     | Játékvezetők: Jug, Jeglic (SLO) |

| 1992. augusztus 2. 20:30 | Spanyolország (ESP) | 18–24  | Egyesített Csapat (EUN) | Játékvezetők: Johansson, Kjellkvist (SWE) |
| 1992. augusztus 2. 20:30 | Muñoz, Masip 5      | (5–10) | Gopin 7                 | Játékvezetők: Johansson, Kjellkvist (SWE) |
| 1992. augusztus 2. 20:30 |                     |        |                         | Játékvezetők: Johansson, Kjellkvist (SWE) |

| 1992. augusztus 4. 19:00 | Spanyolország (ESP) | 19–18 | Németország (GER) | Játékvezetők: Oie, Hogsnes (NOR) |
| 1992. augusztus 4. 19:00 | Urdiales 7          | (8–8) | Hauck 6           | Játékvezetők: Oie, Hogsnes (NOR) |
| 1992. augusztus 4. 19:00 |                     |       |                   | Játékvezetők: Oie, Hogsnes (NOR) |

Az 5. helyért
| 1992. augusztus 7. 11:00 | Dél-Korea (KOR)            | 21–36   | Spanyolország (ESP) | Játékvezetők: Oie, Hogsnes (NOR) |
| 1992. augusztus 7. 11:00 | Cso Cshihjo (Jo Chi-Hyo) 7 | (10–18) | Muñoz 9             | Játékvezetők: Oie, Hogsnes (NOR) |
| 1992. augusztus 7. 11:00 |                            |         |                     | Játékvezetők: Oie, Hogsnes (NOR) |

| Csapat              | Helyezés |
| ------------------- | -------- |
| Spanyolország (ESP) | 5.       |

### Női
| Spanyol női kézilabdacsapat-játékoskeret                                                                                          | Spanyol női kézilabdacsapat-játékoskeret                                                                                        |
| --- | --- |
| - Paloma Arranz - Blanca Martín-Calero - Mercedes Fuentes - Cristina Gómez - Rita Hernández - Karmele Makazaga - Montserrat Marin | - Amaia Ugartamendía - Montserrat Puche - Dolores Ruiz - Begoña Sánchez - Eugenia Sánchez - Esperanza Tercero - Raquel Vizcaíno |

#### Eredmények
Csoportkör
B csoport
| Csapat              | M | Gy | D | V | G+ | G– | Gk  | P |
| ------------------- | - | -- | - | - | -- | -- | --- | - |
| Dél-Korea (KOR)     | 3 | 2  | 1 | 0 | 82 | 61 | +21 | 5 |
| Norvégia (NOR)      | 3 | 2  | 0 | 1 | 55 | 60 | –5  | 4 |
| Ausztria (AUT)      | 3 | 1  | 1 | 1 | 64 | 62 | +2  | 3 |
| Spanyolország (ESP) | 3 | 0  | 0 | 3 | 50 | 68 | –18 | 0 |

| 1992. július 30. 11:30 | Ausztria (AUT) | 20–16 | Spanyolország (ESP) | Játékvezetők: Johansson, Kjellkvist (SWE) |
| 1992. július 30. 11:30 | Kolar-Merdan 5 | (9–4) | Vizcaíno 6          | Játékvezetők: Johansson, Kjellkvist (SWE) |
| 1992. július 30. 11:30 |                |       |                     | Játékvezetők: Johansson, Kjellkvist (SWE) |

| 1992. augusztus 1. 11:30 | Spanyolország (ESP) | 16–20 | Norvégia (NOR)     | Játékvezetők: Guterman (LTU), Taranoukhine (RUS) |
| 1992. augusztus 1. 11:30 | Vizcaíno 6          | (7–9) | Goksør, Svendsen 5 | Játékvezetők: Guterman (LTU), Taranoukhine (RUS) |
| 1992. augusztus 1. 11:30 |                     |       |                    | Játékvezetők: Guterman (LTU), Taranoukhine (RUS) |

| 1992. augusztus 3. 16:30 | Dél-Korea (KOR)           | 28–18  | Spanyolország (ESP) | Játékvezetők: Jug, Jeglic (SLO) |
| 1992. augusztus 3. 16:30 | I Mijong (Lee Mi-Yeong) 7 | (15–7) | három játékos 4     | Játékvezetők: Jug, Jeglic (SLO) |
| 1992. augusztus 3. 16:30 |                           |        |                     | Játékvezetők: Jug, Jeglic (SLO) |

A 7. helyért
| 1992. augusztus 7. 9:00 | Spanyolország (ESP) | 26–17  | Nigéria (NGR)        | Játékvezetők: Noboru, Fusaji (JPN) |
| 1992. augusztus 7. 9:00 | Gómez 7             | (14–5) | Nkechi Abi, Anyiam 4 | Játékvezetők: Noboru, Fusaji (JPN) |
| 1992. augusztus 7. 9:00 |                     |        |                      | Játékvezetők: Noboru, Fusaji (JPN) |

| Csapat              | Helyezés |
| ------------------- | -------- |
| Spanyolország (ESP) | 7.       |

## Kosárlabda

### Férfi
| Spanyol férfi kosárlabdacsapat-játékoskeret                                                                     | Spanyol férfi kosárlabdacsapat-játékoskeret                                                                   |
| --- | --- |
| - Santiago Aldama - Enrique Andreu - José Arcega - José Biriukov - Juan Antonio San Epifanio - Javier Fernández | - Alberto Herreros - Andrés Jiménez - Rafael Jofresa - Tomás Jofresa - Juan Antonio Orenga - Jordi Villacampa |

#### Eredmények
Csoportkör
A csoport
| Csapat                 | M | Gy | V | P+  | P–  | Pk   | P  |
| ---------------------- | - | -- | - | --- | --- | ---- | -- |
| Egyesült Államok (USA) | 5 | 5  | 0 | 579 | 350 | +229 | 10 |
| Horvátország (CRO)     | 5 | 4  | 1 | 423 | 400 | +23  | 9  |
| Brazília (BRA)         | 5 | 2  | 3 | 420 | 463 | –43  | 7  |
| Németország (GER)      | 5 | 2  | 3 | 369 | 432 | –63  | 7  |
| Angola (ANG)           | 5 | 1  | 4 | 324 | 392 | –68  | 6  |
| Spanyolország (ESP)    | 5 | 1  | 4 | 398 | 476 | –78  | 6  |

| 1992. július 26. 20:30 | Németország (GER) | 83 – 74   | Spanyolország (ESP) | Pabellón Olímpico de Badalona, Badalona |
| 1992. július 26. 20:30 | (46–39)           |           |                     | Pabellón Olímpico de Badalona, Badalona |
| 1992. július 26. 20:30 | Schrempf 26       | Pont      | Villacampa 21       | Pabellón Olímpico de Badalona, Badalona |
| 1992. július 26. 20:30 | Gnad 20           | Lepattanó | Andreu 7            | Pabellón Olímpico de Badalona, Badalona |
| 1992. július 26. 20:30 | Schrempf 4        | Gólpassz  | Villacampa 2        | Pabellón Olímpico de Badalona, Badalona |

| 1992. július 27. 22:30 | Brazília (BRA) | 100–101   | Spanyolország (ESP) | Pabellón Olímpico de Badalona, Badalona |
| 1992. július 27. 22:30 | (43–53)        |           |                     | Pabellón Olímpico de Badalona, Badalona |
| 1992. július 27. 22:30 | Schmidt 44     | Pont      | Villacampa 25       | Pabellón Olímpico de Badalona, Badalona |
| 1992. július 27. 22:30 | Victalino 10   | Lepattanó | Jiménez 7           | Pabellón Olímpico de Badalona, Badalona |
| 1992. július 27. 22:30 | Schmidt 4      | Gólpassz  | Herreros 5          | Pabellón Olímpico de Badalona, Badalona |

| 1992. július 29. 22:30 | Horvátország (CRO) | 88 – 79   | Spanyolország (ESP)   | Pabellón Olímpico de Badalona, Badalona |
| 1992. július 29. 22:30 | (45–42)            |           |                       | Pabellón Olímpico de Badalona, Badalona |
| 1992. július 29. 22:30 | Petrović 28        | Pont      | Villacampa 19         | Pabellón Olímpico de Badalona, Badalona |
| 1992. július 29. 22:30 | Rađa 8             | Lepattanó | Jiménez 7             | Pabellón Olímpico de Badalona, Badalona |
| 1992. július 29. 22:30 | Kukoč 7            | Gólpassz  | Villacampa, Jofresa 5 | Pabellón Olímpico de Badalona, Badalona |

| 1992. július 31. 11:30 | Spanyolország (ESP)    | 63–83     | Angola (ANG) | Pabellón Olímpico de Badalona, Badalona |
| 1992. július 31. 11:30 | (36–37)                |           |              | Pabellón Olímpico de Badalona, Badalona |
| 1992. július 31. 11:30 | Villacampa, Jiménez 16 | Pont      | Conceição 22 | Pabellón Olímpico de Badalona, Badalona |
| 1992. július 31. 11:30 | Andreu 9               | Lepattanó | Guimarães 10 | Pabellón Olímpico de Badalona, Badalona |
| 1992. július 31. 11:30 | Villacampa 3           | Gólpassz  | Conceição 3  | Pabellón Olímpico de Badalona, Badalona |

| 1992. augusztus 2. 22:30 | Spanyolország (ESP) | 81–122    | Egyesült Államok (USA) | Pabellón Olímpico de Badalona, Badalona |
| 1992. augusztus 2. 22:30 | (35–65)             |           |                        | Pabellón Olímpico de Badalona, Badalona |
| 1992. augusztus 2. 22:30 | Jiménez 23          | Pont      | Barkley 20             | Pabellón Olímpico de Badalona, Badalona |
| 1992. augusztus 2. 22:30 | Jiménez, Andreu 7   | Lepattanó | Ewing, Malone 10       | Pabellón Olímpico de Badalona, Badalona |
| 1992. augusztus 2. 22:30 | Jiménez 6           | Gólpassz  | Pippen 9               | Pabellón Olímpico de Badalona, Badalona |

A 9–12. helyért
| 1992. augusztus 4. 11:00 | Venezuela (VEN) | 81 –95    | Spanyolország (ESP)   | Pabellón Olímpico de Badalona, Badalona |
| 1992. augusztus 4. 11:00 | (40–46)         |           |                       | Pabellón Olímpico de Badalona, Badalona |
| 1992. augusztus 4. 11:00 | Herrera 26      | Pont      | Herreros 25           | Pabellón Olímpico de Badalona, Badalona |
| 1992. augusztus 4. 11:00 | Estaba 8        | Lepattanó | Andreu 9              | Pabellón Olímpico de Badalona, Badalona |
| 1992. augusztus 4. 11:00 | Herrera 3       | Gólpassz  | Villacampa, Jofresa 4 | Pabellón Olímpico de Badalona, Badalona |

A 9. helyért
| 1992. augusztus 6. 11:00 | Angola (ANG) | 75–78     | Spanyolország (ESP) | Pabellón Olímpico de Badalona, Badalona |
| 1992. augusztus 6. 11:00 | (39–41)      |           |                     | Pabellón Olímpico de Badalona, Badalona |
| 1992. augusztus 6. 11:00 | Conceição 21 | Pont      | Jiménez 15          | Pabellón Olímpico de Badalona, Badalona |
| 1992. augusztus 6. 11:00 | Conceição 7  | Lepattanó | Jiménez, Orenga 6   | Pabellón Olímpico de Badalona, Badalona |
| 1992. augusztus 6. 11:00 | Conceição 4  | Gólpassz  | Arcega 4            | Pabellón Olímpico de Badalona, Badalona |

| Csapat              | Helyezés |
| ------------------- | -------- |
| Spanyolország (ESP) | 9.       |

### Női
| Spanyol női kosárlabdacsapat-játékoskeret                                                               | Spanyol női kosárlabdacsapat-játékoskeret                                             |
| --- | ------------------------------------------------------------------------------------- |
| - Blanca Ares - Ana Álvaro - Carlota Castrejana - Elisabeth Cebrián - Marina Ferragut - Margarita Geuer | - Patricia Hernández - Mónica Messa - Carolina Mújica - Mónica Pulgar - Almudena Vara |

#### Eredmények
Csoportkör
B csoport
| Csapat                 | M | Gy | V | P+  | P–  | Pk   | P |
| ---------------------- | - | -- | - | --- | --- | ---- | - |
| Egyesült Államok (USA) | 3 | 3  | 0 | 318 | 181 | +137 | 6 |
| Kína (CHN)             | 3 | 2  | 1 | 205 | 226 | –21  | 5 |
| Spanyolország (ESP)    | 3 | 1  | 2 | 181 | 238 | –57  | 4 |
| Csehszlovákia (TCH)    | 3 | 0  | 3 | 183 | 242 | –59  | 3 |

| 1992. július 30. 20:00 | Kína (CHN)      | 66–63     | Spanyolország (ESP) | Pabellón Olímpico de Badalona, Badalona |
| 1992. július 30. 20:00 | (27–31)         |           |                     | Pabellón Olímpico de Badalona, Badalona |
| 1992. július 30. 20:00 | Peng Ping 19    | Pont      | Ares 20             | Pabellón Olímpico de Badalona, Badalona |
| 1992. július 30. 20:00 | négy játékos 4  | Lepattanó | Geuer 8             | Pabellón Olímpico de Badalona, Badalona |
| 1992. július 30. 20:00 | három játékos 2 | Gólpassz  | öt játékos 1        | Pabellón Olímpico de Badalona, Badalona |

| 1992. augusztus 1. 20:00 | Csehszlovákia (TCH) | 58–59     | Spanyolország (ESP) | Pabellón Olímpico de Badalona, Badalona |
| 1992. augusztus 1. 20:00 | (30–27)             |           |                     | Pabellón Olímpico de Badalona, Badalona |
| 1992. augusztus 1. 20:00 | Buriánová 21        | Pont      | Álvaro 10           | Pabellón Olímpico de Badalona, Badalona |
| 1992. augusztus 1. 20:00 | Buriánová 7         | Lepattanó | Geuer 7             | Pabellón Olímpico de Badalona, Badalona |
| 1992. augusztus 1. 20:00 | Buriánová 4         | Gólpassz  | Ares, Álvaro 3      | Pabellón Olímpico de Badalona, Badalona |

| 1992. augusztus 3. 22:00 | Spanyolország (ESP) | 59–114    | Egyesült Államok (USA) | Pabellón Olímpico de Badalona, Badalona |
| 1992. augusztus 3. 22:00 | (32–51)             |           |                        | Pabellón Olímpico de Badalona, Badalona |
| 1992. augusztus 3. 22:00 | Ares 13             | Pont      | Dixon 28               | Pabellón Olímpico de Badalona, Badalona |
| 1992. augusztus 3. 22:00 | Geuer 6             | Lepattanó | McClain 8              | Pabellón Olímpico de Badalona, Badalona |
| 1992. augusztus 3. 22:00 | Ares 4              | Gólpassz  | Edwards, McConnell 6   | Pabellón Olímpico de Badalona, Badalona |

Az 5–8. helyért
| 1992. augusztus 5. 20:00 | Spanyolország (ESP) | 92–80     | Olaszország (ITA) | Pabellón Olímpico de Badalona, Badalona |
| 1992. augusztus 5. 20:00 | (37–33)             |           |                   | Pabellón Olímpico de Badalona, Badalona |
| 1992. augusztus 5. 20:00 | Álvaro 19           | Pont      | Fullin 18         | Pabellón Olímpico de Badalona, Badalona |
| 1992. augusztus 5. 20:00 | Geuer 14            | Lepattanó | Rossi 5           | Pabellón Olímpico de Badalona, Badalona |
| 1992. augusztus 5. 20:00 | három játékos 3     | Gólpassz  | Fullin 5          | Pabellón Olímpico de Badalona, Badalona |

Az 5. helyért
| 1992. augusztus 7. 11:00 | Csehszlovákia (TCH)    | 58–59     | Spanyolország (ESP) | Pabellón Olímpico de Badalona, Badalona |
| 1992. augusztus 7. 11:00 | (29–25)                |           |                     | Pabellón Olímpico de Badalona, Badalona |
| 1992. augusztus 7. 11:00 | Bieliková 14           | Pont      | Geuer 11            | Pabellón Olímpico de Badalona, Badalona |
| 1992. augusztus 7. 11:00 | Buriánová 4            | Lepattanó | Geuer 9             | Pabellón Olímpico de Badalona, Badalona |
| 1992. augusztus 7. 11:00 | Bieliková, Chupíková 2 | Gólpassz  | Ares, Messa 3       | Pabellón Olímpico de Badalona, Badalona |

| Csapat              | Helyezés |
| ------------------- | -------- |
| Spanyolország (ESP) | 5.       |

## Labdarúgás
| Spanyol férfi labdarúgócsapat-játékoskeret | Spanyol férfi labdarúgócsapat-játékoskeret |
| --- | --- |
| - José Amavisca - Rafa Berges - Abelardo Fernández - Albert Ferrer - Josep Guardiola - Miguel Hernández - Antonio Jiménez - Kiko - Mikel Lasa | - Juan López - Luis Enrique - Alfonso Pérez Muñoz - Antonio Pinilla - Francisco Soler - Roberto Solozábal - Gaby Vidal - David Villabona - Szövetségi kapitány: Vicente Miera |

### Eredmények
Csoportkör
B csoport
| Csapat              | M | Gy | D | V | Rg | Kg | Gk | P |
| ------------------- | - | -- | - | - | -- | -- | -- | - |
| Spanyolország (ESP) | 3 | 3  | 0 | 0 | 8  | 0  | +8 | 6 |
| Katar (QAT)         | 3 | 1  | 1 | 1 | 2  | 3  | –1 | 3 |
| Egyiptom (EGY)      | 3 | 1  | 0 | 2 | 4  | 6  | –2 | 2 |
| Kolumbia (COL)      | 3 | 0  | 1 | 2 | 4  | 9  | –5 | 1 |

| 1992. július 24. 21:00 |

| Spanyolország (ESP)                                                             | 4–0               | Kolumbia (COL)                  |
| ------------------------------------------------------------------------------- | ----------------- | ------------------------------- |
| Guardiola 10' Kiko 37' Berges 41' Luis Enrique 69' López 23′ Fernández 33′, 53′ | (3–0) Jegyzőkönyv | Valenciano 18′ Cassiani 4′, 87′ |

| Estadio Luis Casanova, Valencia Nézőszám: 18 000 Játékvezető: Merk (német) |

| 1992. július 27. 21:00 |

| Spanyolország (ESP)     | 2–0               | Egyiptom (EGY)  |
| ----------------------- | ----------------- | --------------- |
| Solozábal 55' Soler 70' | (0–0) Jegyzőkönyv | Abdel Hamid 17′ |

| Estadio Luis Casanova, Valencia Nézőszám: 15 000 Játékvezető: Márcio Rezende (brazil) |

| 1992. július 29. 21:00 |

| Spanyolország (ESP)  | 2–0               | Katar (QAT)                |
| -------------------- | ----------------- | -------------------------- |
| Alfonso 40' Kiko 80' | (1–0) Jegyzőkönyv | Al-Kuwari 58′ Nooralla 61′ |

| Estadio Luis Casanova, Valencia Nézőszám: 19 300 Játékvezető: Angeles (amerikai) |

Negyeddöntő
| 1992. augusztus 1. 19:00 |

| Spanyolország (ESP) | 1–0               | Olaszország (ITA) |
| ------------------- | ----------------- | ----------------- |
| Kiko 38'            | (1–0) Jegyzőkönyv | Buso 89′          |

| Estadio Luis Casanova, Valencia Nézőszám: 32 000 Játékvezető: Márcio Rezende (brazil) |

Elődöntő
| 1992. augusztus 5. 19:00 |

| Spanyolország (ESP)      | 2–0               | Ghána (GHA)      |
| ------------------------ | ----------------- | ---------------- |
| Fernández 26' Berges 54' | (1–0) Jegyzőkönyv | Kuffuor 21′, 46′ |

| Estadio Luis Casanova, Valencia Nézőszám: 15 000 Játékvezető: Brizio Carter (mexikói) |

Döntő
| 1992. augusztus 8. 20:00 |

| Lengyelország (POL)         | 2–3               | Spanyolország (ESP)        |
| --------------------------- | ----------------- | -------------------------- |
| Kowalczyk 45+1' Staniek 75' | (0–0) Jegyzőkönyv | Fernández 65' Kiko 70' 90' |

| Camp Nou, Barcelona Nézőszám: 95 000 Játékvezető: Torres Cadena (kolumbiai) |

| Csapat              | Helyezés |
| ------------------- | -------- |
| Spanyolország (ESP) |          |

## Lovaglás
Díjlovaglás
| Versenyző   | Ló        | Versenyszám | Selejtező | Selejtező | Selejtező | Selejtező | Selejtező | Selejtező | Selejtező | Selejtező | Selejtező | Selejtező | Selejtező  | Selejtező  | Döntő   | Döntő   | Döntő   | Döntő   | Döntő   | Döntő   | Döntő   | Döntő   | Döntő   | Döntő   | Döntő      | Helyezés |
| Versenyző   | Ló        | Versenyszám | 1. kör    | 1. kör    | 2. kör    | 2. kör    | 3. kör    | 3. kör    | 4. kör    | 4. kör    | 5. kör    | 5. kör    | Összesítés | Összesítés | 1. kör  | 1. kör  | 2. kör  | 2. kör  | 3. kör  | 3. kör  | 4. kör  | 4. kör  | 5. kör  | 5. kör  | Összesítés | Helyezés |
| Versenyző   | Ló        | Versenyszám | Pont      | Hely.     | Pont      | Hely.     | Pont      | Hely.     | Pont      | Hely.     | Pont      | Hely.     | Pont       | Hely.      | Pont    | Hely.   | Pont    | Hely.   | Pont    | Hely.   | Pont    | Hely.   | Pont    | Hely.   | Pont       | Helyezés |
| ----------- | --------- | ----------- | --------- | --------- | --------- | --------- | --------- | --------- | --------- | --------- | --------- | --------- | ---------- | ---------- | ------- | ------- | ------- | ------- | ------- | ------- | ------- | ------- | ------- | ------- | ---------- | -------- |
| Juan Matute | N'Est Pas | Egyéni      | 288       | 41.       | 282       | 44.       | 292       | 39.       | 278       | 42.       | 286       | 38.       | 1426       | 43.        | kiesett | kiesett | kiesett | kiesett | kiesett | kiesett | kiesett | kiesett | kiesett | kiesett | kiesett    | 43.      |

Díjugratás
| Versenyző                                                    | Ló                                           | Versenyszám | Selejtező | Selejtező | Selejtező | Selejtező | Selejtező | Selejtező | Selejtező  | Selejtező  | Döntő   | Döntő   | Döntő         | Döntő         | Végeredmény | Végeredmény |
| Versenyző                                                    | Ló                                           | Versenyszám | 1. kör    | 1. kör    | 2. kör    | 2. kör    | 2. kör    | 3. kör    | Összesítés | Összesítés | 1. kör  | 1. kör  | 2. kör        | 2. kör        | Végeredmény | Végeredmény |
| Versenyző                                                    | Ló                                           | Versenyszám | Pont      | Hely.     | Pont      | Össz.     | Hely.     | Pont      | Pont       | Hely.      | Bünt.   | Hely.   | Bünt.         | Hely.         | Pont/Bünt   | Helyezés    |
| ------------------------------------------------------------ | -------------------------------------------- | ----------- | --------- | --------- | --------- | --------- | --------- | --------- | ---------- | ---------- | ------- | ------- | ------------- | ------------- | ----------- | ----------- |
| Luis Astolfi                                                 | Fino B'92                                    | Egyéni      | 70,50     | 13.       | 84,50     | 155,00    | 4.        |           | 155,00     | 27.        | 4,00    | 6.      | 21,50         | 19.           | 25,50       | 19.         |
| Luis Álvarez                                                 | Let's Go B'92                                | Egyéni      | 76,50     | 11.       | 62,00     | 138,50    | 17.       |           | 138,50     | 44.        | 8,00    | 14.     | nem ért célba | nem ért célba | 8,00        | 22.         |
| Cayetano Martínez                                            | Palestro II                                  | Egyéni      | 49,50     | 38.       | 36,00     | 85,50     | 43.       | 57,00     | 142,50     | 43.        | kiesett | kiesett | kiesett       | kiesett       | 142,50      | 46.         |
| Enrique Sarasola                                             | Minstrel                                     | Egyéni      | 56,00     | 29.       | 56,00     | 112,00    | 29.       | 78,00     | 190,00     | 11.        | 12,00   | 26.     | kiesett       | kiesett       | 12,00       | 29.         |
| Luis Astolfi Luis Álvarez Cayetano Martínez Enrique Sarasola | Fino B'92 Let's Go B'92 Palestro II Minstrel | Csapat      |           |           |           |           |           |           |            |            | 12,75   | 5.      | 12,75         | 5.            | 25,50       | 4.          |

Lovastusa
| Versenyző                                                              | Ló                                             | Versenyszám | Díjlovaglás | Díjlovaglás | Tereplovaglás | Tereplovaglás | Tereplovaglás | Díjugratás   | Díjugratás   | Végeredmény  | Végeredmény  |
| Versenyző                                                              | Ló                                             | Versenyszám | Bünt.       | Hely.       | Bünt.         | Hely.         | Össz.         | Bünt.        | Hely.        | Bünt.        | Helyezés     |
| ---------------------------------------------------------------------- | ---------------------------------------------- | ----------- | ----------- | ----------- | ------------- | ------------- | ------------- | ------------ | ------------ | ------------ | ------------ |
| Luis Álvarez                                                           | Mr. Chrisalis                                  | Egyéni      | 65,00       | 43.         | 37,20         | 11.           | 12.           | 0,00         | 1.           | 102,20       | 7.           |
| Santiago Centenera                                                     | Just Dixon                                     | Egyéni      | 62,60       | 30.         | visszalépett  | visszalépett  | visszalépett  | visszalépett | visszalépett | visszalépett | visszalépett |
| Santiago de la Rocha                                                   | Kinvarra                                       | Egyéni      | 64,60       | 39.         | 42,80         | 14.           | 17.           | 15,00        | 42.          | 122,40       | 19.          |
| Fernando Villalón                                                      | Clever Night                                   | Egyéni      | 71,40       | 59.         | 82,80         | 40.           | 40.           | 10,00        | 24.          | 164,20       | 38.          |
| Luis Álvarez Santiago Centenera Santiago de la Rocha Fernando Villalón | Mr. Chrisalis Just Dixon Kinvarra Clever Night | Csapat      | 201,00      | 12.         | 162,80        | 5.            | 5.            | 25,00        | 5.           | 388,80       | 5.           |

## Műugrás
Férfi
| Versenyző       | Versenyszám        | Elődöntő | Elődöntő | Döntő   | Döntő    |
| Versenyző       | Versenyszám        | Pont     | Helyezés | Pont    | Helyezés |
| --------------- | ------------------ | -------- | -------- | ------- | -------- |
| José Miguel Gil | Egyéni műugrás     | 336,84   | 23.      | kiesett | kiesett  |
| Rafael Álvarez  | Egyéni toronyugrás | 390,81   | 8.       | 524,25  | 9.       |

Női
| Versenyző  | Versenyszám    | Elődöntő | Elődöntő | Döntő  | Döntő    |
| Versenyző  | Versenyszám    | Pont     | Helyezés | Pont   | Helyezés |
| ---------- | -------------- | -------- | -------- | ------ | -------- |
| Julia Cruz | Egyéni műugrás | 282,69   | 8.       | 436,47 | 12.      |

## Ökölvívás
| Versenyző      | Versenyszám  | Selejtező                     | Nyolcaddöntő                    | Negyeddöntő                  | Elődöntő                   | Döntő                     | Helyezés |
| Versenyző      | Versenyszám  | Ellenfél Eredmény             | Ellenfél Eredmény               | Ellenfél Eredmény            | Ellenfél Eredmény          | Ellenfél Eredmény         | Helyezés |
| -------------- | ------------ | ----------------------------- | ------------------------------- | ---------------------------- | -------------------------- | ------------------------- | -------- |
| Rafael Lozano  | Papírsúly    | Khela Fana Rhwala (RSA) · 9-0 | Eric Joseph Griffin (USA) · 6-5 | Rogelio Marcelo (CUB) · 3-11 | kiesett                    | kiesett                   | 5.       |
| Óscar Vega     | Harmatsúly   | Remigio Molina (ARG) · 4-14   | kiesett                         | kiesett                      | kiesett                    | kiesett                   | 17.      |
| Faustino Reyes | Pehelysúly   | Brian Carr (GBR) · 22-10      | Szomrak Khamszing (THA) · 24-15 | Eddy Suárez (CUB) · 17-7     | Ramaz Paliani (EUN) · 14-9 | Andreas Tews (GER) · 7-16 |          |
| Óscar Palomino | Könnyűsúly   | Artur Grigoryan (EUN) · 10-11 | kiesett                         | kiesett                      | kiesett                    | kiesett                   | 17.      |
| Sergio Rey     | Kisváltósúly | Jyri Kjäll (FIN) · RSC        | kiesett                         | kiesett                      | kiesett                    | kiesett                   | 17.      |
| Víctor Baute   | Váltósúly    | Curtis Reilly (USA) · RSC     | kiesett                         | kiesett                      | kiesett                    | kiesett                   | 17.      |
| José Ortega    | Nehézsúly    | erőnyerő                      | David Tua (NZL) · RSC           | kiesett                      | kiesett                    | kiesett                   | 9.       |

RSC - a játékvezető megállította a mérkőzést

## Öttusa
| Versenyző                                   | Versenyszám | Vívás    | Vívás | Vívás   | Úszás  | Úszás | Úszás | Lövészet | Lövészet | Lövészet | Futás   | Futás | Futás | Lovaglás | Lovaglás | Lovaglás | Összesen    | Összesen |
| Versenyző                                   | Versenyszám | Pontszám | Pont  | Hely.   | Idő    | Pont  | Hely. | Eredmény | Pont     | Hely.    | Idő     | Pont  | Hely. | Idő      | Pont     | Hely.    | Összes pont | Helyezés |
| ------------------------------------------- | ----------- | -------- | ----- | ------- | ------ | ----- | ----- | -------- | -------- | -------- | ------- | ----- | ----- | -------- | -------- | -------- | ----------- | -------- |
| Jesús Centeno                               | Egyéni      | 34-31    | 796   | 28.**** | 3:24,2 | 1240  | 28.   | 173      | 865      | 59.**    | 13:16,8 | 1177  | 15.   | 1:37,8   | 1070     | 6.       | 5148        | 27.      |
| Leopoldo Centeno                            | Egyéni      | 30-35    | 728   | 46.*    | 3:24,4 | 1240  | 30.*  | 173      | 865      | 59.**    | 13:30,2 | 1135  | 26.*  | 1:47,8   | 1050     | 10.      | 5018        | 37.      |
| Carles Lerín                                | Egyéni      | 25-40    | 643   | 55.***  | 3:31,8 | 1180  | 50.   | 182      | 1000     | 42.**    | 13:05,6 | 1210  | 11.   | 2:29,9   | 661      | 58.      | 4694        | 55.      |
| Jesús Centeno Leopoldo Centeno Carles Lerín | Csapat      |          | 2167  | 14.     |        | 3660  | 11.   |          | 2730     | 16.      |         | 3522  | 4.    |          | 2781     | 7.       | 14860       | 12.      |

* - egy másik versenyzővel azonos időt/eredményt ért el

** - két másik versenyzővel azonos eredményt ért el

*** - négy másik versenyzővel azonos eredményt ért el

**** - nyolc másik versenyzővel azonos eredményt ért el

## Röplabda

### Férfi
| Spanyol férfi röplabdacsapat-játékoskeret                                                                         | Spanyol férfi röplabdacsapat-játékoskeret                                                                       |
| --- | --- |
| - Ángel Alonso - Venancio Costa - Jesús Garrido - Francisco Hervás - Héctor López Izquierdo - Miguel Ángel Maroto | - Rafael Pascual - Juan Carlos Robles - Ernesto Rodríguez - Francisco Sánchez - Jesús Sánchez - Benjamín Vicedo |

#### Eredmények
Csoportkör
A csoport
|                        |      | Mérkőzések | Mérkőzések | Szettek | Szettek | Szettek | Pontok | Pontok | Pontok |
| Csapat                 | Pont | Gy         | V          | Sz+     | Sz–     | SzA     | P+     | P–     | PA     |
| ---------------------- | ---- | ---------- | ---------- | ------- | ------- | ------- | ------ | ------ | ------ |
| Olaszország (ITA)      | 9    | 4          | 1          | 13      | 5       | 2,600   | 253    | 192    | 1,318  |
| Egyesült Államok (USA) | 9    | 4          | 1          | 13      | 8       | 1,625   | 287    | 257    | 1,117  |
| Spanyolország (ESP)    | 8    | 3          | 2          | 11      | 12      | 0,917   | 283    | 299    | 0,946  |
| Japán (JPN)            | 7    | 2          | 3          | 10      | 12      | 0,833   | 277    | 291    | 0,952  |
| Kanada (CAN)           | 6    | 1          | 4          | 10      | 12      | 0,833   | 286    | 279    | 1,025  |
| Franciaország (FRA)    | 6    | 1          | 4          | 6       | 14      | 0,429   | 200    | 268    | 0,746  |

| 1992. július 26. 19:00 | Kanada (CAN)                      | 2–3 | Spanyolország (ESP) | Játékvezető: Juan Angel Pereyra (ARG), Cho Young-Ho (KOR) |
| 1992. július 26. 19:00 | (15–13, 7–15, 15–9, 12–15, 13–15) |     |                     | Játékvezető: Juan Angel Pereyra (ARG), Cho Young-Ho (KOR) |

| 1992. július 28. 19:00 | Spanyolország (ESP) | 0–3 | Olaszország (ITA) | Játékvezető: Levan Stepanian (ARM), Omar Belkahla (ALG) |
| 1992. július 28. 19:00 | (14–16, 6–15, 7–15) |     |                   | Játékvezető: Levan Stepanian (ARM), Omar Belkahla (ALG) |

| 1992. július 30. 17:30 | Egyesült Államok (USA)             | 3–2 | Spanyolország (ESP) | Játékvezető: Cho Young-Ho (KOR), Omar Belkahla (ALG) |
| 1992. július 30. 17:30 | (15–6, 14–16, 12–15, 15–10, 15–11) |     |                     | Játékvezető: Cho Young-Ho (KOR), Omar Belkahla (ALG) |

| 1992. augusztus 1. 13:00 | Spanyolország (ESP)              | 3–2 | Japán (JPN) | Játékvezető: Jose Ramon Perez (CUB), Peter Scheffer (NED) |
| 1992. augusztus 1. 13:00 | (15–8, 5–15, 15–17, 15–7, 15–13) |     |             | Játékvezető: Jose Ramon Perez (CUB), Peter Scheffer (NED) |

| 1992. augusztus 3. 19:00 | Franciaország (FRA)               | 2–3 | Spanyolország (ESP) | Játékvezető: Konstantinos Margaritis (GRE), Levan Stepanian (ARM) |
| 1992. augusztus 3. 19:00 | (15–10, 15–11, 9–15, 9–15, 12–15) |     |                     | Játékvezető: Konstantinos Margaritis (GRE), Levan Stepanian (ARM) |

Negyeddöntő
| 1992. augusztus 5. 13:00 | Spanyolország (ESP) | 0–3 | Kuba (CUB) | Játékvezető: Cho Young-Ho (KOR), Josebel Palmeirin (BRA) |
| 1992. augusztus 5. 13:00 | (14–16, 9–15, 6–15) |     |            | Játékvezető: Cho Young-Ho (KOR), Josebel Palmeirin (BRA) |

Az 5–8. helyért
| 1992. augusztus 6. 13:00 | Olaszország (ITA)   | 3–0 | Spanyolország (ESP) | Játékvezető: Levan Stepanian (ARM), Heiner Loose (GER) |
| 1992. augusztus 6. 13:00 | (15–4, 15–12, 15–4) |     |                     | Játékvezető: Levan Stepanian (ARM), Heiner Loose (GER) |

A 7. helyért
| 1992. augusztus 7. 15:00 | Spanyolország (ESP)               | 2–3 | Egyesített Csapat (EUN) | Játékvezető: Peter Scheffer (NED), Umberto Suprani (ITA) |
| 1992. augusztus 7. 15:00 | (14–16, 15–12, 8–15, 15–5, 12–15) |     |                         | Játékvezető: Peter Scheffer (NED), Umberto Suprani (ITA) |

| Csapat              | Helyezés |
| ------------------- | -------- |
| Spanyolország (ESP) | 8.       |

### Női
| Spanyol női röplabdacsapat-játékoskeret                                                                    | Spanyol női röplabdacsapat-játékoskeret                                                                      |
| --- | --- |
| - Virginia Cardona - Asunción Domenech - Estela Domínguez - Marta Gens - Inmaculada González - Olga Martín | - Carmen Miranda - Rita Oraá - María del Mar Rey - Laura de la Torre - Inmaculada Torres - Ana María Tostado |

#### Eredmények
Csoportkör
A csoport
|                         |      | Mérkőzések | Mérkőzések | Szettek | Szettek | Szettek | Pontok | Pontok | Pontok |
| Csapat                  | Pont | Gy         | V          | Sz+     | Sz–     | SzA     | P+     | P–     | PA     |
| ----------------------- | ---- | ---------- | ---------- | ------- | ------- | ------- | ------ | ------ | ------ |
| Egyesített Csapat (EUN) | 5    | 2          | 1          | 8       | 3       | 2,667   | 158    | 101    | 1,564  |
| Egyesült Államok (USA)  | 5    | 2          | 1          | 8       | 5       | 1,600   | 171    | 153    | 1,118  |
| Japán (JPN)             | 5    | 2          | 1          | 6       | 5       | 1,200   | 146    | 127    | 1,150  |
| Spanyolország (ESP)     | 3    | 0          | 3          | 0       | 9       | 0,000   | 41     | 135    | 0,304  |

| 1992. július 29. 10:30 | Egyesített Csapat (EUN) | 3–0 | Spanyolország (ESP) | Játékvezető: Heiner Loose (GER), Jose Sanler Diaz (CUB) |
| 1992. július 29. 10:30 | (15–3, 15–0, 15–3)      |     |                     | Játékvezető: Heiner Loose (GER), Jose Sanler Diaz (CUB) |

| 1992. július 31. 21:30 | Japán (JPN)        | 3–0 | Spanyolország (ESP) | Játékvezető: Jose Sanler Diaz (CUB), Peter Scheffer (NED) |
| 1992. július 31. 21:30 | (15–9, 15–1, 15–6) |     |                     | Játékvezető: Jose Sanler Diaz (CUB), Peter Scheffer (NED) |

| 1992. augusztus 2. 12:00 | Spanyolország (ESP) | 0–3 | Egyesült Államok (USA) | Játékvezető: Laert De Souza (BRA), Sun Tjan Hui (CHN) |
| 1992. augusztus 2. 12:00 | (4–15, 5–15, 10–15) |     |                        | Játékvezető: Laert De Souza (BRA), Sun Tjan Hui (CHN) |

A 7. helyért
| 1992. augusztus 4. 16:30 | Spanyolország (ESP) | 0–3 | Kína (CHN) | Játékvezető: Omar Belkahla (ALG), Peter Scheffer (NED) |
| 1992. augusztus 4. 16:30 | (1–15, 3–15, 3–15)  |     |            | Játékvezető: Omar Belkahla (ALG), Peter Scheffer (NED) |

| Csapat              | Helyezés |
| ------------------- | -------- |
| Spanyolország (ESP) | 8.       |

## Sportlövészet
Férfi
| Versenyző        | Versenyszám           | Selejtező | Selejtező | Döntő   | Döntő    |
| Versenyző        | Versenyszám           | Pont      | Helyezés  | Pont    | Helyezés |
| ---------------- | --------------------- | --------- | --------- | ------- | -------- |
| Juan Seguí       | Gyorstüzelő pisztoly  | 582       | 16.***    | kiesett | kiesett  |
| Francisco Sanz   | Légpisztoly           | 576       | 19.**     | kiesett | kiesett  |
| Francisco Sanz   | Szabadpisztoly        | 543       | 37.****   | kiesett | kiesett  |
| Alberto Areces   | Szabadpisztoly        | 551       | 26.*      | kiesett | kiesett  |
| Jorge González   | Légpuska              | 586       | 21.***    | kiesett | kiesett  |
| Jorge González   | Sportpuska, fekvő     | 592       | 26.****   | kiesett | kiesett  |
| Jorge González   | Sportpuska, összetett | 1145      | 35.*      | kiesett | kiesett  |
| Enrique Claverol | Sportpuska, összetett | 1152      | 26.**     | kiesett | kiesett  |
| Enrique Claverol | Légpuska              | 588       | 13.****   | kiesett | kiesett  |
| Jaime Parés      | Sportpuska, fekvő     | 587       | 48.       | kiesett | kiesett  |

Női
| Versenyző                 | Versenyszám           | Selejtező | Selejtező | Döntő   | Döntő    |
| Versenyző                 | Versenyszám           | Pont      | Helyezés  | Pont    | Helyezés |
| ------------------------- | --------------------- | --------- | --------- | ------- | -------- |
| María del Pilar Fernández | Légpisztoly           | 382       | 4.        | 478,5   | 6.       |
| María del Pilar Fernández | Sportpisztoly         | 576       | 12.*      | kiesett | kiesett  |
| María Evangelina Suárez   | Sportpisztoly         | 557       | 41.       | kiesett | kiesett  |
| María Evangelina Suárez   | Légpisztoly           | 374       | 31.***    | kiesett | kiesett  |
| Cristina Fernández        | Légpuska              | 381       | 39.**     | kiesett | kiesett  |
| Nieves Fernández          | Légpuska              | 387       | 26.***    | kiesett | kiesett  |
| Nieves Fernández          | Sportpuska, összetett | 571       | 24.**     | kiesett | kiesett  |

Nyílt
| Versenyző           | Versenyszám | Selejtező | Selejtező | Elődöntő | Elődöntő | Döntő   | Döntő    |
| Versenyző           | Versenyszám | Pont      | Helyezés  | Pont     | Helyezés | Pont    | Helyezés |
| ------------------- | ----------- | --------- | --------- | -------- | -------- | ------- | -------- |
| Rafael Axpe         | Trap        | 139       | 33.*****  | kiesett  | kiesett  | kiesett | kiesett  |
| José Bladas         | Trap        | 144       | 17.       | 194      | 7.       | kiesett | kiesett  |
| Gemma Usieto        | Trap        | 136       | 44.*      | kiesett  | kiesett  | kiesett | kiesett  |
| José María Colorado | Skeet       | 149       | 3.*       | 199      | 2.       | 222     | 5.       |
| Jorge Guardiola     | Skeet       | 146       | 21.       | 196      | 16.****  | kiesett | kiesett  |

* - egy másik versenyzővel azonos eredményt ért el

** - két másik versenyzővel azonos eredményt ért el

*** - három másik versenyzővel azonos eredményt ért el

**** - négy másik versenyzővel azonos eredményt ért el

***** -öt másik versenyzővel azonos eredményt ért el

## Súlyemelés
| Versenyző          | Versenyszám | Szakítás                 | Szakítás                 | Lökés    | Lökés    | Összesen | Helyezés |
| Versenyző          | Versenyszám | Eredmény                 | Helyezés                 | Eredmény | Helyezés | Összesen | Helyezés |
| ------------------ | ----------- | ------------------------ | ------------------------ | -------- | -------- | -------- | -------- |
| José Andrés Ibáñez | 52 kg       | 100,0                    | 11.                      | 127,5    | 8.       | 227,5    | 8.       |
| José Luis Martínez | 56 kg       | 105,0                    | 16.                      | 130,0    | 15.      | 235,0    | 15.      |
| José Zurera        | 56 kg       | 112,5                    | 7.                       | 135,0    | 13.      | 247,5    | 12.      |
| Cecilio Leal       | 60 kg       | 115,0                    | 20.                      | 140,0    | 22.      | 255,0    | 23.      |
| Fernando Mariaca   | 67,5 kg     | érvényes kísérlet nélkül | érvényes kísérlet nélkül | kiesett  | kiesett  | kiesett  | kiesett  |
| Juan Carlos        | 82,5 kg     | 140,0                    | 22.                      | 180,0    | 21.      | 320,0    | 22.      |

## Szinkronúszás
| Versenyző              | Versenyszám | Selejtező           | Selejtező           | Selejtező       | Selejtező  | Selejtező  | Döntő           | Döntő      | Helyezés |
| Versenyző              | Versenyszám | Technikai gyakorlat | Technikai gyakorlat | Zenés gyakorlat | Összesítés | Összesítés | Zenés gyakorlat | Összesítés | Helyezés |
| Versenyző              | Versenyszám | Pont                | Hely.               | Pont            | Pont       | Hely.      | Pont            | Pont       | Helyezés |
| ---------------------- | ----------- | ------------------- | ------------------- | --------------- | ---------- | ---------- | --------------- | ---------- | -------- |
| Marta Amorós           | Egyéni      | 83,907              | 31.                 | kiesett         | kiesett    | kiesett    | kiesett         | kiesett    | kiesett  |
| Nuria Ayala            | Egyéni      | 81,946              | 43.                 | kiesett         | kiesett    | kiesett    | kiesett         | kiesett    | kiesett  |
| Eva López              | Egyéni      | 84,379              | 28.                 | 91,720          | 176,099    | 13.        | kiesett         | kiesett    | 13.      |
| Marta Amorós Eva López | Páros       | 84,143              | 9.                  | 92,080          | 176,223    | 11.        | kiesett         | kiesett    | 11.      |

## Tenisz
Férfi
| Versenyző                   | Versenyszám | 64-es főtábla                              | 32-es főtábla                                                              | Nyolcaddöntő                                                                  | Negyeddöntő                                                                      | Elődöntő                                          | Döntő                                            | Helyezés |
| Versenyző                   | Versenyszám | Ellenfél Eredmény                          | Ellenfél Eredmény                                                          | Ellenfél Eredmény                                                             | Ellenfél Eredmény                                                                | Ellenfél Eredmény                                 | Ellenfél Eredmény                                | Helyezés |
| --------------------------- | ----------- | ------------------------------------------ | -------------------------------------------------------------------------- | ----------------------------------------------------------------------------- | -------------------------------------------------------------------------------- | ------------------------------------------------- | ------------------------------------------------ | -------- |
| Jordi Arrese                | Egyes       | Jang Ui-Jong (KOR) · 6-4, 6-2, 6-2         | Magnus Gustafsson (SWE) · 6-2, 4-6, 6-1, 3-6, 9-7                          | Renzo Furlan (ITA) · 6-4, 6-3, 6-2                                            | Leonardo Lavalle (MEX) · 6-1, 7-6(8–6), 6-1                                      | Andrej Cserkaszov (EUN) · 6-4, 7-6(7–4), 3-6, 6-3 | Marc Rosset (SUI) · 6-7(2–7), 4-6, 6-3, 6-4, 6-8 |          |
| Sergi Bruguera              | Egyes       | Andrew Castle (GBR) · 6-1, 6-2, 6-3        | Mark Koevermans (NED) · 6-1, 3-6, 3-6, 2-6                                 | kiesett                                                                       | kiesett                                                                          | kiesett                                           | kiesett                                          | 17.      |
| Emilio Sánchez              | Egyes       | Todd Woodbridge (AUS) · 6-1, 7-6(7–1), 6-2 | Omar Camporese (ITA) · 6-4, 6-2, 6-1                                       | Magnus Larsson (SWE) · 6-4, 7-6(7–3), 6-7(5–7), 6-4                           | Marc Rosset (SUI) · 4-6, 6-7(2–7), 6-3, 6-7(9–11)                                | kiesett                                           | kiesett                                          | 5.       |
| Sergio Casal Emilio Sánchez | Páros       |                                            | Brazília (BRA) · Luiz Mattar · Jaime Oncins · 6-3, 3-6, 6-7(4–7), 6-3, 6-1 | Egyesült Államok (USA) · Jim Courier · Pete Sampras · 5-7, 4-6, 6-3, 6-2, 6-2 | Németország (GER) · Boris Becker · Michael Stich · 3-6, 6-4, 6-7(9–11), 7-5, 3-6 | kiesett                                           | kiesett                                          | 5.       |

Női
| Versenyző                                 | Versenyszám | 64-es főtábla                        | 32-es főtábla                                                            | Nyolcaddöntő                                                        | Negyeddöntő                                                            | Elődöntő                                                        | Döntő                                                                        | Helyezés |
| Versenyző                                 | Versenyszám | Ellenfél Eredmény                    | Ellenfél Eredmény                                                        | Ellenfél Eredmény                                                   | Ellenfél Eredmény                                                      | Ellenfél Eredmény                                               | Ellenfél Eredmény                                                            | Helyezés |
| ----------------------------------------- | ----------- | ------------------------------------ | ------------------------------------------------------------------------ | ------------------------------------------------------------------- | ---------------------------------------------------------------------- | --------------------------------------------------------------- | ---------------------------------------------------------------------------- | -------- |
| Conchita Martínez                         | Egyes       | Judith Wiesner (AUT) · 4-6, 6-1, 6-2 | Sandra Cecchini (ITA) · 6-4, 6-3                                         | Amanda Coetzer (RSA) · 6-4, 6-3                                     | Arantxa Sánchez Vicario (ESP) · 4-6, 4-6                               | kiesett                                                         | kiesett                                                                      | 5.       |
| Arantxa Sánchez Vicario                   | Egyes       | Irina Spîrlea (ROU) · 6-1, 6-3       | Endó Mana (JPN) · 6-0, 6-1                                               | Barbara Rittner (GER) · 4-6, 6-3, 6-1                               | Conchita Martínez (ESP) · 6-4, 6-4                                     | Jennifer Capriati (USA) · 3-6, 6-3, 1-6                         | kiesett                                                                      |          |
| Conchita Martínez Arantxa Sánchez Vicario | Páros       |                                      | Madagaszkár (MAD) · Dally Randriantefy · Natacha Randriantefy · 6-0, 6-0 | Svájc (SUI) · Manuela Maleeva-Fragnière · Emanuela Zardo · 6-0, 6-1 | Franciaország (FRA) · Isabelle Demongeot · Nathalie Tauziat · 6-2, 6-4 | Ausztrália (AUS) · Nicole Bradtke · Rachel McQuillan · 6-1, 6-2 | Egyesült Államok (USA) · Gigi Fernández · Mary Joe Fernández · 5-7, 6-2, 2-6 |          |

## Tollaslabda
| Versenyző     | Versenyszám | Selejtező                            | 32-es főtábla     | Nyolcaddöntő      | Negyeddöntő       | Elődöntő          | Döntő             | Helyezés |
| Versenyző     | Versenyszám | Ellenfél Eredmény                    | Ellenfél Eredmény | Ellenfél Eredmény | Ellenfél Eredmény | Ellenfél Eredmény | Ellenfél Eredmény | Helyezés |
| ------------- | ----------- | ------------------------------------ | ----------------- | ----------------- | ----------------- | ----------------- | ----------------- | -------- |
| David Serrano | Férfi egyes | Motojama Hideaki (JPN) · 9-15, 10-15 | kiesett           | kiesett           | kiesett           | kiesett           | kiesett           | 33.      |
| Esther Sanz   | Női egyes   | Rhonda Cator (AUS) · 9-11, 5-11      | kiesett           | kiesett           | kiesett           | kiesett           | kiesett           | 33.      |

## Torna
Férfi
| Versenyző          | Versenyszám      | Selejtező | Selejtező | Döntő    | Döntő    |
| Versenyző          | Versenyszám      | Pontszám  | Helyezés  | Pontszám | Helyezés |
| ------------------ | ---------------- | --------- | --------- | -------- | -------- |
| Alfonso Rodríguez  | Talaj            | 19,225    | 24.       | kiesett  | kiesett  |
| Alfonso Rodríguez  | Ugrás            | 19,000    | 33.       | kiesett  | kiesett  |
| Alfonso Rodríguez  | Korlát           | 19,000    | 37.       | kiesett  | kiesett  |
| Alfonso Rodríguez  | Nyújtó           | 19,375    | 11.       | kiesett  | kiesett  |
| Alfonso Rodríguez  | Gyűrű            | 19,350    | 21.       | kiesett  | kiesett  |
| Alfonso Rodríguez  | Lólengés         | 19,050    | 26.       | kiesett  | kiesett  |
| Alfonso Rodríguez  | Egyéni összetett | 115,000   | 20.       | 57,275   | 16.*     |
| Miguel Ángel Rubio | Talaj            | 18,400    | 82.       | kiesett  | kiesett  |
| Miguel Ángel Rubio | Ugrás            | 17,825    | 91.       | kiesett  | kiesett  |
| Miguel Ángel Rubio | Korlát           | 18,800    | 54.       | kiesett  | kiesett  |
| Miguel Ángel Rubio | Nyújtó           | 18,550    | 75.       | kiesett  | kiesett  |
| Miguel Ángel Rubio | Gyűrű            | 18,975    | 53.       | kiesett  | kiesett  |
| Miguel Ángel Rubio | Lólengés         | 18,775    | 55.       | kiesett  | kiesett  |
| Miguel Ángel Rubio | Egyéni összetett | 111,325   | 76.       | kiesett  | kiesett  |

Női
| Versenyző                                                                             | Versenyszám      | Selejtező | Selejtező | Döntő    | Döntő    |
| Versenyző                                                                             | Versenyszám      | Pontszám  | Helyezés  | Pontszám | Helyezés |
| ------------------------------------------------------------------------------------- | ---------------- | --------- | --------- | -------- | -------- |
| Alicia Fernández                                                                      | Talaj            | 19,537    | 30.       | kiesett  | kiesett  |
| Alicia Fernández                                                                      | Ugrás            | 19,625    | 27.       | kiesett  | kiesett  |
| Alicia Fernández                                                                      | Felemás korlát   | 19,625    | 32.       | kiesett  | kiesett  |
| Alicia Fernández                                                                      | Gerenda          | 19,275    | 40.       | kiesett  | kiesett  |
| Alicia Fernández                                                                      | Egyéni összetett | 78,062    | 31.       | 39,074   | 20.*     |
| Cristina Fraguas                                                                      | Talaj            | 19,650    | 21.       | kiesett  | kiesett  |
| Cristina Fraguas                                                                      | Ugrás            | 19,549    | 39.       | kiesett  | kiesett  |
| Cristina Fraguas                                                                      | Felemás korlát   | 19,812    | 7.        | 9,900    | 7.       |
| Cristina Fraguas                                                                      | Gerenda          | 19,425    | 28.       | kiesett  | kiesett  |
| Cristina Fraguas                                                                      | Egyéni összetett | 78,436    | 21.       | 39,324   | 13.      |
| Sonia Fraguas                                                                         | Talaj            | 19,712    | 16.       | kiesett  | kiesett  |
| Sonia Fraguas                                                                         | Ugrás            | 19,587    | 32.       | kiesett  | kiesett  |
| Sonia Fraguas                                                                         | Felemás korlát   | 19,249    | 58.       | kiesett  | kiesett  |
| Sonia Fraguas                                                                         | Gerenda          | 19,599    | 15.       | kiesett  | kiesett  |
| Sonia Fraguas                                                                         | Egyéni összetett | 78,147    | 29.       | 39,424   | 9.       |
| Silvia Martínez                                                                       | Talaj            | 19,337    | 43.       | kiesett  | kiesett  |
| Silvia Martínez                                                                       | Ugrás            | 19,462    | 56.       | kiesett  | kiesett  |
| Silvia Martínez                                                                       | Felemás korlát   | 19,037    | 69.       | kiesett  | kiesett  |
| Silvia Martínez                                                                       | Gerenda          | 19,275    | 40.       | kiesett  | kiesett  |
| Silvia Martínez                                                                       | Egyéni összetett | 77,111    | 49.       | kiesett  | kiesett  |
| Ruth Rollán                                                                           | Talaj            | 19,462    | 35.       | kiesett  | kiesett  |
| Ruth Rollán                                                                           | Ugrás            | 19,474    | 51.       | kiesett  | kiesett  |
| Ruth Rollán                                                                           | Felemás korlát   | 19,624    | 35.       | kiesett  | kiesett  |
| Ruth Rollán                                                                           | Gerenda          | 18,837    | 67.       | kiesett  | kiesett  |
| Ruth Rollán                                                                           | Egyéni összetett | 77,397    | 42.       | kiesett  | kiesett  |
| Eva Rueda                                                                             | Talaj            | 19,037    | 71.       | kiesett  | kiesett  |
| Eva Rueda                                                                             | Ugrás            | 19,774    | 12.       | 9,787    | 7.       |
| Eva Rueda                                                                             | Felemás korlát   | 19,737    | 17.       | kiesett  | kiesett  |
| Eva Rueda                                                                             | Gerenda          | 19,487    | 22.       | kiesett  | kiesett  |
| Eva Rueda                                                                             | Egyéni összetett | 78,035    | 32.       | kiesett  | kiesett  |
| Alicia Fernández Cristina Fraguas Sonia Fraguas Silvia Martínez Ruth Rollán Eva Rueda | Csapat összetett |           |           | 391,428  | 5.       |

* - két másik versenyzővel azonos eredményt ért el

### Ritmikus gimnasztika
| Versenyző        | Versenyszám | Selejtező | Selejtező | Selejtező | Selejtező | Selejtező | Selejtező | Selejtező | Selejtező | Selejtező | Selejtező | Döntő  | Döntő  | Döntő | Döntő | Döntő    | Döntő    | Döntő | Döntő | Döntő    | Döntő    | Helyezés |
| Versenyző        | Versenyszám | Karika    | Karika    | Kötél     | Kötél     | Buzogány  | Buzogány  | Labda     | Labda     | Összesen  | Összesen  | Karika | Karika | Kötél | Kötél | Buzogány | Buzogány | Labda | Labda | Összesen | Összesen | Helyezés |
| Versenyző        | Versenyszám | Pont      | Hely.     | Pont      | Hely.     | Pont      | Hely.     | Pont      | Hely.     | Pont      | Hely.     | Pont   | Hely.  | Pont  | Hely. | Pont     | Hely.    | Pont  | Hely. | Pont     | Hely.    | Helyezés |
| ---------------- | ----------- | --------- | --------- | --------- | --------- | --------- | --------- | --------- | --------- | --------- | --------- | ------ | ------ | ----- | ----- | -------- | -------- | ----- | ----- | -------- | -------- | -------- |
| Carmen Acedo     | Egyéni      | 9,475     | 5.        | 9,425     | 8.        | 9,450     | 5.*       | 9,600     | 4.        | 37,950    | 4.        | 9,600  | 4.     | 9,550 | 5.    | 9,550    | 5.**     | 9,550 | 4.*   | 57,225   | 4.       | 4.       |
| Carolina Pascual | Egyéni      | 9,600     | 3.        | 9,600     | 2.*       | 9,575     | 2.        | 9,625     | 3.        | 38,400    | 3.        | 9,700  | 3.     | 9,650 | 2.    | 9,775    | 2.       | 9,775 | 1.    | 58,100   | 2.       |          |

* - egy másik versenyzővel azonos eredményt ért el

** - két másik versenyzővel azonos eredményt ért el

## Úszás
Férfi
| Versenyző                                                           | Versenyszám            | Előfutam | Előfutam | Előfutam | Döntő   | Döntő   | Döntő   | Helyezés |
| Versenyző                                                           | Versenyszám            | Idő      | Hely.    | Össz.    | Típus   | Idő     | Hely.   | Helyezés |
| ------------------------------------------------------------------- | ---------------------- | -------- | -------- | -------- | ------- | ------- | ------- | -------- |
| Sergio Roura                                                        | 1500 m gyors           | 15:26,18 | 4.       | 11.      | kiesett | kiesett | kiesett | kiesett  |
| Carlos Ventosa                                                      | 100 m hát              | 56,62    | 6.       | 15.      | B       | 56,78   | 6.      | 14.      |
| Martin López-Zubero                                                 | 100 m hát              | 55,37    | 1.       | 4.       | A       | 54,96   | 4.      | 4.       |
| Martin López-Zubero                                                 | 200 m hát              | 1:59,22  | 1.       | 1.       | A       | 1:58,47 | 1.      |          |
| Martin López-Zubero                                                 | 100 m pillangó         | 54,04    | 1.       | 6.       | A       | 54,19   | 7.      | 7.       |
| Martin López-Zubero                                                 | 200 m vegyes           | 2:03,07  | 3.       | 9.       | B       | 2:03,34 | 1.      | 9.       |
| Joaquín Fernández                                                   | 200 m vegyes           | 2:06,09  | 7.       | 23.      | kiesett | kiesett | kiesett | kiesett  |
| Joaquín Fernández                                                   | 200 m mell             | 2:14,93  | 4.       | 10.      | B       | 2:15,52 | 2.*     | 10.*     |
| Sergio López                                                        | 200 m mell             | 2:14,68  | 2.       | 8.       | A       | 2:13,29 | 4.      | 4.       |
| Sergio López                                                        | 100 m mell             | 1:03,69  | 7.       | 23.      | kiesett | kiesett | kiesett | kiesett  |
| Ramón Camallonga                                                    | 100 m mell             | 1:03,48  | 4.       | 21.      | kiesett | kiesett | kiesett | kiesett  |
| Jorge Pérez                                                         | 400 m vegyes           | 4:21,33  | 3.       | 9.       | B       | 4:22,06 | 3.      | 11.      |
| Jorge Pérez                                                         | 200 m hát              | 2:03,68  | 5.       | 25.      | kiesett | kiesett | kiesett | kiesett  |
| Jorge Pérez                                                         | 200 m pillangó         | 2:01,63  | 7.       | 24.      | kiesett | kiesett | kiesett | kiesett  |
| José Luis Ballester                                                 | 200 m pillangó         | 2:01,41  | 2.       | 21.      | kiesett | kiesett | kiesett | kiesett  |
| Jaime Fernández                                                     | 100 m pillangó         | 55,62    | 6.       | 29.      | kiesett | kiesett | kiesett | kiesett  |
| Martin López-Zubero Ramón Camallonga Jaime Fernández Carlos Ventosa | 4 × 100 m vegyes váltó | 3:44,12  | 4.       | 10.      | kiesett | kiesett | kiesett | kiesett  |

Női
| Versenyző                                             | Versenyszám            | Előfutam | Előfutam | Előfutam | Döntő   | Döntő   | Döntő   | Helyezés |
| Versenyző                                             | Versenyszám            | Idő      | Hely.    | Össz.    | Típus   | Idő     | Hely.   | Helyezés |
| ----------------------------------------------------- | ---------------------- | -------- | -------- | -------- | ------- | ------- | ------- | -------- |
| Claudia Franco                                        | 50 m gyors             | 26,76    | 1.*      | 21.*     | kiesett | kiesett | kiesett | kiesett  |
| Claudia Franco                                        | 100 m gyors            | 57,57    | 2.       | 21.      | kiesett | kiesett | kiesett | kiesett  |
| Natalia Pulido                                        | 100 m gyors            | 58,54    | 4.       | 26.      | kiesett | kiesett | kiesett | kiesett  |
| Natalia Pulido                                        | 200 m gyors            | 2:04,39  | 2.       | 24.      | kiesett | kiesett | kiesett | kiesett  |
| Itziar Esparza                                        | 400 m gyors            | 4:22,27  | 8.       | 20.      | kiesett | kiesett | kiesett | kiesett  |
| Itziar Esparza                                        | 800 m gyors            | 8:55,65  | 6.       | 16.      | kiesett | kiesett | kiesett | kiesett  |
| Nuria Castelló                                        | 100 m hát              | 1:05,09  | 3.       | 27.      | kiesett | kiesett | kiesett | kiesett  |
| Nuria Castelló                                        | 200 m hát              | 2:16,24  | 5.       | 18.      | kiesett | kiesett | kiesett | kiesett  |
| Cristina Rey                                          | 200 m hát              | 2:20,75  | 7.       | 34.      | kiesett | kiesett | kiesett | kiesett  |
| Rocío Ruiz                                            | 100 m mell             | 1:13,11  | 2.       | 22.      | kiesett | kiesett | kiesett | kiesett  |
| Lourdes Becerra                                       | 200 m mell             | 2:37,69  | 4.       | 28.      | kiesett | kiesett | kiesett | kiesett  |
| Lourdes Becerra                                       | 200 m vegyes           | 2:23,51  | 5.       | 31.      | kiesett | kiesett | kiesett | kiesett  |
| Silvia Parera                                         | 200 m vegyes           | 2:17,97  | 2.       | 13.      | B       | 2:18,53 | 2.      | 10.      |
| Silvia Parera                                         | 400 m vegyes           | 4:50,16  | 4.       | 12.      | B       | 4:48,77 | 4.      | 12.      |
| Elisenda Pérez                                        | 400 m vegyes           | 4:56,78  | 7.       | 22.      | kiesett | kiesett | kiesett | kiesett  |
| Bárbara Franco                                        | 100 m pillangó         | 1:02,83  | 2.       | 26.      | kiesett | kiesett | kiesett | kiesett  |
| María Peláez                                          | 100 m pillangó         | 1:02,79  | 7.       | 25.      | kiesett | kiesett | kiesett | kiesett  |
| María Peláez                                          | 200 m pillangó         | 2:15,77  | 5.       | 15.      | B       | 2:15,07 | 7.*     | 15.*     |
| María Luisa Fernández                                 | 200 m pillangó         | 2:16,18  | 6.       | 17.      | kiesett | kiesett | kiesett | kiesett  |
| Nuria Castelló Rocío Ruiz María Peláez Claudia Franco | 4 × 100 m vegyes váltó | 4:19,27  | 5.       | 13.      | kiesett | kiesett | kiesett | kiesett  |

* - egy másik versenyzővel azonos időt ért el

## Vitorlázás
Férfi
| Versenyző                       | Versenyszám     | Futam | Futam | Futam | Futam | Futam | Futam | Futam  | Futam | Futam  | Futam | Pontszám | Helyezés |
| Versenyző                       | Versenyszám     | 1     | 2     | 3     | 4     | 5     | 6     | 7      | 8     | 9      | 10    | Pontszám | Helyezés |
| ------------------------------- | --------------- | ----- | ----- | ----- | ----- | ----- | ----- | ------ | ----- | ------ | ----- | -------- | -------- |
| Asier Fernández                 | Szörfvitorlázás | 21,0  | 27,0  | 0,0   | 10,0  | 0,0   | 20,0  | 8,0    | 21,0  | (51,0) | 10,0  | 117,0    | 6.       |
| José van der Ploeg              | Finn dingi      | 3,0   | 11,7  | 5,7   | 10,0  | 3,0   | 0,0   | (36,0) |       |        |       | 33,4     |          |
| Jordi Calafat Francisco Sánchez | 470-es osztály  | 0,0   | 16,0  | 0,0   | 0,0   | 18,0  | 16,0  | (38,0) |       |        |       | 50,0     |          |

Női
| Versenyző                      | Versenyszám     | Futam  | Futam | Futam | Futam | Futam | Futam | Futam  | Futam | Futam | Futam | Pontszám | Helyezés |
| Versenyző                      | Versenyszám     | 1      | 2     | 3     | 4     | 5     | 6     | 7      | 8     | 9     | 10    | Pontszám | Helyezés |
| ------------------------------ | --------------- | ------ | ----- | ----- | ----- | ----- | ----- | ------ | ----- | ----- | ----- | -------- | -------- |
| Mireia Casas                   | Szörfvitorlázás | 20,0   | 8,0   | 24,0  | 16,0  | 24,0  | 13,0  | (31,0) | 8,0   | 31,0  | 11,7  | 155,7    | 12.      |
| Natalia Vía Dufresne           | Europe          | (14,0) | 5,7   | 11,7  | 3,0   | 13,0  | 10,0  | 14,0   |       |       |       | 57,4     |          |
| Patricia Guerra Theresa Zabell | 470-es osztály  | (24,0) | 3,0   | 5,7   | 0,0   | 8,0   | 0,0   | 13,0   |       |       |       | 29,7     |          |

Nyílt
| Versenyző                            | Versenyszám     | Futam  | Futam | Futam | Futam | Futam | Futam  | Futam  | Pontszám | Helyezés |
| Versenyző                            | Versenyszám     | 1      | 2     | 3     | 4     | 5     | 6      | 7      | Pontszám | Helyezés |
| ------------------------------------ | --------------- | ------ | ----- | ----- | ----- | ----- | ------ | ------ | -------- | -------- |
| Jaime Piris Fernando Rita            | Csillaghajó     | 10,0   | 19,0  | 20,0  | 13,0  | 20,0  | (21,0) | 5,7    | 87,7     | 10.      |
| José Luis Ballester Carlos Santacreu | Tornádó         | (24,0) | 5,7   | 18,0  | 23,0  | 23,0  | 5,7    | 21,0   | 69,4     | 12.      |
| Luis Doreste Domingo Manrique        | Repülő hollandi | 0,0    | 3,0   | 15,0  | 3,0   | 3,0   | 5,7    | (19,0) | 29,7     |          |

| Versenyző                                      | Versenyszám | Előfutam | Előfutam | Előfutam | Előfutam | Előfutam | Előfutam | Előfutam | Előfutam | Csoportkör | Csoportkör | Csoportkör | Csoportkör | Csoportkör | Csoportkör | Csoportkör | Kieséses szakasz | Kieséses szakasz | Helyezés |
| Versenyző                                      | Versenyszám | 1        | 2        | 3        | 4        | 5        | 6        | Pont     | Hely.    | GBR        | USA        | DEN        | GER        | SWE        | Pont       | Hely.      | Elődöntő         | Döntő            | Helyezés |
| ---------------------------------------------- | ----------- | -------- | -------- | -------- | -------- | -------- | -------- | -------- | -------- | ---------- | ---------- | ---------- | ---------- | ---------- | ---------- | ---------- | ---------------- | ---------------- | -------- |
| Felipe de Borbón Fernando Léon Alfredo Vázquez | Soling      | 14,0     | 8,0      | 11,7     | 5,7      | (17,0)   | 14,0     | 53,4     | 6.       | 0-1        | 0-1        | 0-1        | 0-1        | 1-0        | 1          | 6.         | kiesett          | kiesett          | 6.       |

## Vívás
Férfi
| Versenyző                                                                      | Versenyszám       | Csoportkör | Csoportkör | Selejtező                                         | 32-es főtábla                           | Egyenes ág a negyeddöntőért        | Egyenes ág a negyeddöntőért       | Vigaszág a negyeddöntőért                   | Vigaszág a negyeddöntőért             | Vigaszág a negyeddöntőért            | Vigaszág a negyeddöntőért | Negyeddöntő                       | Elődöntő                          | Döntő                                | Helyezés |
| Versenyző                                                                      | Versenyszám       | Csoportkör | Csoportkör | Selejtező                                         | 32-es főtábla                           | 1. kör                             | 2. kör                            | 1. kör                                      | 2. kör                                | 3. kör                               | 4. kör                    | Negyeddöntő                       | Elődöntő                          | Döntő                                | Helyezés |
| Versenyző                                                                      | Versenyszám       | Ellenfél Eredmény | Hely.      | Ellenfél Eredmény                                 | Ellenfél Eredmény                       | Ellenfél Eredmény                  | Ellenfél Eredmény                 | Ellenfél Eredmény                           | Ellenfél Eredmény                     | Ellenfél Eredmény                    | Ellenfél Eredmény         | Ellenfél Eredmény                 | Ellenfél Eredmény                 | Ellenfél Eredmény                    | Helyezés |
| ------------------------------------------------------------------------------ | ----------------- | --- | ---------- | ------------------------------------------------- | --------------------------------------- | ---------------------------------- | --------------------------------- | ------------------------------------------- | ------------------------------------- | ------------------------------------ | ------------------------- | --------------------------------- | --------------------------------- | ------------------------------------ | -------- |
| Ramiro Bravo                                                                   | Tőr, egyéni       | 4. csoport · Piotr Kiełpikowski (POL) · 2-5 · Elvis Gregory (CUB) · 1-5 · Andrea Borella (ITA) · 5-2 · Dario Torrente (RSA) · 5-0 · José Marcelo Álvarez (PAR) · 5-3 · Vang Haj-pin (Wang Haibin) (CHN) · 3-5 | 4.         | Vu Hszing-jao (Wu Xing Yao) (HKG) · 6-4, 3-5, 5-3 | Érsek Zsolt (HUN) · 1-5, 6-5, 2-5       |                                    |                                   | Patrick Groc (FRA) · 1-5, 6-4, 4-6          | kiesett                               | kiesett                              | kiesett                   | kiesett                           | kiesett                           | kiesett                              | 28.      |
| Andrés García                                                                  | Tőr, egyéni       | 7. csoport · Stefano Cerioni (ITA) · 2-5 · Philippe Omnès (FRA) · 2-5 · Icsigatani Hiroki (JPN) · 1-5 · Busa István (HUN) · 1-5 · Heinrich van Garderen (RSA) · 5-1 · Mísel Júszef (LIB) · 5-0                | 5.         | Icsigatani Hiroki (JPN) · 3-5, 5-0, 5-1           | Mauro Numa (ITA) · 2-5, 0-5             |                                    |                                   | Vang Haj-pin (Wang Haibin) (CHN) · 5-3, 5-2 | Stefano Cerioni (ITA) · 5-1, 4-6, 6-4 | Je Csung (Ye Chong) (CHN) · 2-5, 2-5 | kiesett                   | kiesett                           | kiesett                           | kiesett                              | 16.      |
| José Francisco Guerra                                                          | Tőr, egyéni       | 8. csoport · Joachim Wendt (AUT) · 1-5 · Mauro Numa (ITA) · 3-5 · Adam Krzesiński (POL) · 5-4 · Tang Kvóng-hou (Tang Kwong Hau) (HKG) · 5-1 · Maged Abdallah (EGY) · 3-5                                      | 3.*        | Busa István (HUN) · 0-5, 5-2, 5-6                 | kiesett                                 | kiesett                            | kiesett                           | kiesett                                     | kiesett                               | kiesett                              | kiesett                   | kiesett                           | kiesett                           | kiesett                              | 40.      |
| Raúl Maroto                                                                    | Párbajtőr, egyéni | 3. csoport · Maciej Ciszewski (POL) · 3-5 · Vánky Péter (SWE) · 5-4 · Andrej Suvalov (EUN) · 5-2 · Luciano Finardi (BRA) · 5-1 · Mohammed el-Hamar (KUW) · 2-5 · Cornel Milan (ROU) · 3-5                     | 4.         | Jean-Marc Chouinard (CAN) · 5-6, 3-5              | kiesett                                 | kiesett                            | kiesett                           | kiesett                                     | kiesett                               | kiesett                              | kiesett                   | kiesett                           | kiesett                           | kiesett                              | 38.      |
| Fernando de la Peña                                                            | Párbajtőr, egyéni | 7. csoport · Sandro Cuomo (ITA) · 4-5 · Bogdan Nowosielski (CAN) · 5-1 · Tanabe Norikazu (JPN) · 5-1 · Dario Torrente (RSA) · 5-4 · Gabriel Pantelimon (ROU) · 4-5 · Hegedűs Ferenc (HUN) · 3-5               | 3.         | André Kuhn (SUI) · 3-5, 6-4, 6-4                  | Kulcsár Krisztián (HUN) · 6-5, 5-6, 6-5 | Kaido Kaaberma (EST) · 4-6, 5-6    |                                   |                                             | Angelo Mazzoni (ITA) · 5-1, 2-5, 3-5  | kiesett                              | kiesett                   | kiesett                           | kiesett                           | kiesett                              | 23.      |
| Manuel Pereira                                                                 | Párbajtőr, egyéni | 4. csoport · Kulcsár Krisztián (HUN) · 4-5 · Robert Felisiak (GER) · 3-5 · Michael O’Brien (IRL) · 3-5 · Robert Marx (USA) · 5-5 · José Bandeira (POR) · 5-3 · José Marcelo Álvarez (PAR) · 5-4               | 5.         | Pavel Kolobkov (EUN) · 1-5, 6-5, 1-5              | kiesett                                 | kiesett                            | kiesett                           | kiesett                                     | kiesett                               | kiesett                              | kiesett                   | kiesett                           | kiesett                           | kiesett                              | 48.      |
| José Luis Álvarez                                                              | Kard, egyéni      | 5. csoport visszalépett | 6.         | kiesett                                           | kiesett                                 | kiesett                            | kiesett                           | kiesett                                     | kiesett                               | kiesett                              | kiesett                   | kiesett                           | kiesett                           | kiesett                              | 44.      |
| Antonio García                                                                 | Kard, egyéni      | 4. csoport · Alekszandr Sirsov (EUN) · 2-5 · Köves Csaba (HUN) · 5-4 · Gary Fletcher (GBR) · 5-3 · Robert Cottingham (USA) · 5-1 · Luís Silva (POR) · 5-2                                                     | 2.         | erőnyerő                                          | Kirkham Zavieh (GBR) · 5-3, 6-4         | Marek Gniewkowski (POL) · 6-5, 5-3 | Köves Csaba (HUN) · 5-2, 2-5, 5-3 |                                             |                                       |                                      |                           | Marco Marin (ITA) · 3-5, 5-2, 2-5 | kiesett                           | kiesett                              | 5.       |
| Raúl Peinador                                                                  | Kard, egyéni      | 6. csoport · Nébald György (HUN) · 4-5 · Marco Marin (ITA) · 2-5 · Grigorij Kirijenko (EUN) · 5-4 · Dario Torrente (RSA) · 5-1 · Hasimoto Hirosi (JPN) · 5-2 · Cseng Csao-kang (Zheng Zhaokang) (CHN) · 3-5   | 4.         | erőnyerő                                          | Marco Marin (ITA) · 3-5, 5-6            |                                    |                                   | Jang Csen (Yang Zhen) (CHN) · 5-6, 4-6      | kiesett                               | kiesett                              | kiesett                   | kiesett                           | kiesett                           | kiesett                              | 29.      |
| Ramiro Bravo Andrés Crespo Jesús Esperanza Andrés García José Francisco Guerra | Tőr, csapat       | 3. csoport · Egyesített Csapat (EUN) · 0-9 · Franciaország (FRA) · 4-9 | 3.         |                                                   |                                         |                                    |                                   |                                             |                                       |                                      |                           | kiesett                           | kiesett                           | kiesett                              | 12.      |
| Ángel Fernández César González Raúl Maroto Fernando de la Peña Manuel Pereira  | Párbajtőr, csapat | 2. csoport · Egyesített Csapat (EUN) · 4-9 · Csehszlovákia (TCH) · 8-7 | 2.         |                                                   |                                         |                                    |                                   |                                             |                                       |                                      |                           | Franciaország (FRA) · 2-8         | 5–8. helyért · Kanada (CAN) · 9-3 | 5. helyért · Olaszország (ITA) · 8-8 | 6.       |
| José Luis Álvarez Antonio García Raúl Peinador Marco Antonio Rioja             | Kard, csapat      | 1. csoport · Olaszország (ITA) · 0-9 · Kína (CHN) · 7-8 | 3.         |                                                   |                                         |                                    |                                   |                                             |                                       |                                      |                           | kiesett                           | kiesett                           | kiesett                              | 11.      |

Női
| Versenyző             | Versenyszám | Csoportkör | Csoportkör | Selejtező                   | 32-es főtábla                          | Egyenes ág a negyeddöntőért | Egyenes ág a negyeddöntőért | Vigaszág a negyeddöntőért         | Vigaszág a negyeddöntőért | Vigaszág a negyeddöntőért | Vigaszág a negyeddöntőért | Negyeddöntő       | Elődöntő          | Döntő             | Helyezés |
| Versenyző             | Versenyszám | Csoportkör | Csoportkör | Selejtező                   | 32-es főtábla                          | 1. kör                      | 2. kör                      | 1. kör                            | 2. kör                    | 3. kör                    | 4. kör                    | Negyeddöntő       | Elődöntő          | Döntő             | Helyezés |
| Versenyző             | Versenyszám | Ellenfél Eredmény | Hely.      | Ellenfél Eredmény           | Ellenfél Eredmény                      | Ellenfél Eredmény           | Ellenfél Eredmény           | Ellenfél Eredmény                 | Ellenfél Eredmény         | Ellenfél Eredmény         | Ellenfél Eredmény         | Ellenfél Eredmény | Ellenfél Eredmény | Ellenfél Eredmény | Helyezés |
| --------------------- | ----------- | --- | ---------- | --------------------------- | -------------------------------------- | --------------------------- | --------------------------- | --------------------------------- | ------------------------- | ------------------------- | ------------------------- | ----------------- | ----------------- | ----------------- | -------- |
| Rosa María Castillejo | Tőr, egyéni | 5. csoport · Stefanek Gertrúd (HUN) · 2-5 · Reka Lazăr-Szabo (ROU) · 2-5 · O Csie (E Jie) (CHN) · 3-5 · Giovanna Trillini (ITA) · 5-3 · Sandra Giancola (ARG) · 5-0 · Elvia Reyes (HON) · 5-0 | 5.         | erőnyerő                    | Zita-Eva Funkenhauser (GER) · 1-5, 2-5 |                             |                             | I Jeong-Suk (KOR) · 2-5, 5-3, 5-6 | kiesett                   | kiesett                   | kiesett                   | kiesett           | kiesett           | kiesett           | 30.      |
| Montserat Esquerdo    | Tőr, egyéni | 4. csoport · Olga Velicsko (EUN) · 0-5 · Zita-Eva Funkenhauser (GER) · 4-5 · Vang Huj-feng (Wang Hui-feng) (CHN) · 4-5 · Mary O'Neill (USA) · 5-1 · Linda Strachan (GBR) · 4-5                | 4.         | Sabine Bau (GER) · 1-5, 3-5 | kiesett                                | kiesett                     | kiesett                     | kiesett                           | kiesett                   | kiesett                   | kiesett                   | kiesett           | kiesett           | kiesett           | 35.      |

* - egy másik versenyzővel azonos eredményt ért el

## Vízilabda
| Spanyol férfi vízilabdacsapat-játékoskeret                                                                                       | Spanyol férfi vízilabdacsapat-játékoskeret                                                             |
| --- | --- |
| - Daniel Ballart - Manuel Estiarte - Pedro García - Salvador Gómez - Marco Antonio González - Rubén Michavila - Miguel Ángel Oca | - Sergio Pedrerol - Josep Picó - Jesús Miguel Rollán - Jordi Sans - Ricardo Sánchez - Manuel Silvestre |

### Eredmények
Csoportkör
B csoport
| Csapat              | M | Gy | D | V | G+ | G– | Gk  | P |
| ------------------- | - | -- | - | - | -- | -- | --- | - |
| Spanyolország (ESP) | 5 | 4  | 1 | 0 | 52 | 36 | +16 | 9 |
| Olaszország (ITA)   | 5 | 3  | 2 | 0 | 41 | 34 | +7  | 8 |
| Magyarország (HUN)  | 5 | 2  | 2 | 1 | 49 | 46 | +3  | 6 |
| Kuba (CUB)          | 5 | 2  | 0 | 3 | 50 | 53 | –3  | 4 |
| Hollandia (NED)     | 5 | 0  | 2 | 3 | 36 | 46 | –10 | 2 |
| Görögország (GRE)   | 5 | 0  | 1 | 4 | 32 | 45 | –13 | 1 |

| 1992. augusztus 1. 21:00 | Spanyolország (ESP)  | 12–6 | Hollandia (NED) | Játékvezetők: Juergen Blan (GER), Vladimir Prikhodko (RUS) |
| 1992. augusztus 1. 21:00 | (5–3, 3–2, 1–1, 3–0) |      |                 | Játékvezetők: Juergen Blan (GER), Vladimir Prikhodko (RUS) |
| 1992. augusztus 1. 21:00 | Estiarte, García 4   |      | Scherrenburg 2  | Játékvezetők: Juergen Blan (GER), Vladimir Prikhodko (RUS) |

| 1992. augusztus 2. 21:00 | Spanyolország (ESP)  | 11–6 | Görögország (GRE) | Játékvezetők: Juergen Blan (GER), Roy Richard Gunell (CAN) |
| 1992. augusztus 2. 21:00 | (1–3, 2–1, 4–1, 4–1) |      |                   | Játékvezetők: Juergen Blan (GER), Roy Richard Gunell (CAN) |
| 1992. augusztus 2. 21:00 | Estiarte 3           |      | Szamardzídisz 2   | Játékvezetők: Juergen Blan (GER), Roy Richard Gunell (CAN) |

| 1992. augusztus 3. 21:00 | Magyarország (HUN)   | 5–8 | Spanyolország (ESP) | Játékvezetők: Bret Beecher Bernard (USA), Manuel Benitez (PUR) |
| 1992. augusztus 3. 21:00 | (0–2, 1–1, 3–4, 1–1) |     |                     | Játékvezetők: Bret Beecher Bernard (USA), Manuel Benitez (PUR) |
| 1992. augusztus 3. 21:00 | Tóth I. 2            |     | Estiarte 3          | Játékvezetők: Bret Beecher Bernard (USA), Manuel Benitez (PUR) |

| 1992. augusztus 5. 20:00 | Spanyolország (ESP)  | 9–9 | Olaszország (ITA) | Játékvezetők: Juergen Blan (GER), Wim Keman (AHO) |
| 1992. augusztus 5. 20:00 | (3–2, 1–2, 2–2, 3–3) |     |                   | Játékvezetők: Juergen Blan (GER), Wim Keman (AHO) |
| 1992. augusztus 5. 20:00 | Estiarte 4           |     | három játékos 2   | Játékvezetők: Juergen Blan (GER), Wim Keman (AHO) |

| 1992. augusztus 6. 20:00 | Spanyolország (ESP)  | 12–10 | Kuba (CUB) | Játékvezetők: Manuel Benitez (PUR), Riza Haluk Toygarli (TUR) |
| 1992. augusztus 6. 20:00 | (2–3, 4–3, 4–2, 2–2) |       |            | Játékvezetők: Manuel Benitez (PUR), Riza Haluk Toygarli (TUR) |
| 1992. augusztus 6. 20:00 | Estiarte 5           |       | Pérez 4    | Játékvezetők: Manuel Benitez (PUR), Riza Haluk Toygarli (TUR) |

Elődöntő
| 1992. augusztus 8. 20:00 | Egyesült Államok (USA) | 4–6 | Spanyolország (ESP) | Játékvezetők: Juergen Blan (GER), Eugenio Martinez (CUB) |
| 1992. augusztus 8. 20:00 | (1–1, 1–3, 1–0, 1–2)   |     |                     | Játékvezetők: Juergen Blan (GER), Eugenio Martinez (CUB) |
| 1992. augusztus 8. 20:00 | négy játékos 1         |     | García 3            | Játékvezetők: Juergen Blan (GER), Eugenio Martinez (CUB) |

Döntő
| 1992. augusztus 9. 16:45 | Spanyolország (ESP)                 | 8–9 (h. u.) | Olaszország (ITA) | Játékvezetők: Alfred van Dorp (NED), Eugenio Martinez (CUB) |
| 1992. augusztus 9. 16:45 | (0–1, 2–3, 3–2, 2–1, 0–0, 1–1, 0–1) |             |                   | Játékvezetők: Alfred van Dorp (NED), Eugenio Martinez (CUB) |
| 1992. augusztus 9. 16:45 | Estiarte, García 3                  |             | Ferretti 4        | Játékvezetők: Alfred van Dorp (NED), Eugenio Martinez (CUB) |

| Csapat              | Helyezés |
| ------------------- | -------- |
| Spanyolország (ESP) |          |